# Expedition 65
Expedition 65 è stata la 65ª missione di lunga durata verso la Stazione spaziale internazionale che ha avuto inizio il 17 aprile 2021 con l'undocking della Sojuz MS-17. L'equipaggio era composto dai membri della SpaceX Crew-1 (per le prime due settimane), della Sojuz MS-18 e dai membri della SpaceX Crew-2 (che sono arrivati sulla ISS il 23 aprile). La missione si concluse il 17 ottobre 2021, con l'undocking della Sojuz MS-18.

## Equipaggio
| Ruolo               | 17 – 28 aprile 2021                 | 28 aprile – 3 ottobre 2021          | 4 ottobre – 17 ottobre 2021         |
| ------------------- | ----------------------------------- | ----------------------------------- | ----------------------------------- |
| Comandante          | Shannon Walker, NASA Secondo volo   | Akihiko Hoshide, JAXA Terzo volo    | Thomas Pesquet, ESA Secondo volo    |
| Ingegnere di volo 1 | Michael Hopkins, NASA Secondo volo  | Robert Kimbrough, NASA Terzo volo   | Robert Kimbrough, NASA Terzo volo   |
| Ingegnere di volo 2 | Victor Glover, NASA Primo volo      | Megan McArthur, NASA Secondo volo   | Megan McArthur, NASA Secondo volo   |
| Ingegnere di volo 3 | Soichi Noguchi, JAXA Terzo volo     | Thomas Pesquet, ESA Secondo volo    | Akihiko Hoshide, JAXA Terzo volo    |
| Ingegnere di volo 4 | Oleg Novickij, Roscosmos Terzo volo | Oleg Novickij, Roscosmos Terzo volo | Oleg Novickij, Roscosmos Terzo volo |
| Ingegnere di volo 5 | Pëtr Dubrov, Roscosmos Primo volo   | Pëtr Dubrov, Roscosmos Primo volo   | Pëtr Dubrov, Roscosmos Primo volo   |
| Ingegnere di volo 6 | Mark Vande Hei, NASA Secondo volo   | Mark Vande Hei, NASA Secondo volo   | Mark Vande Hei, NASA Secondo volo   |

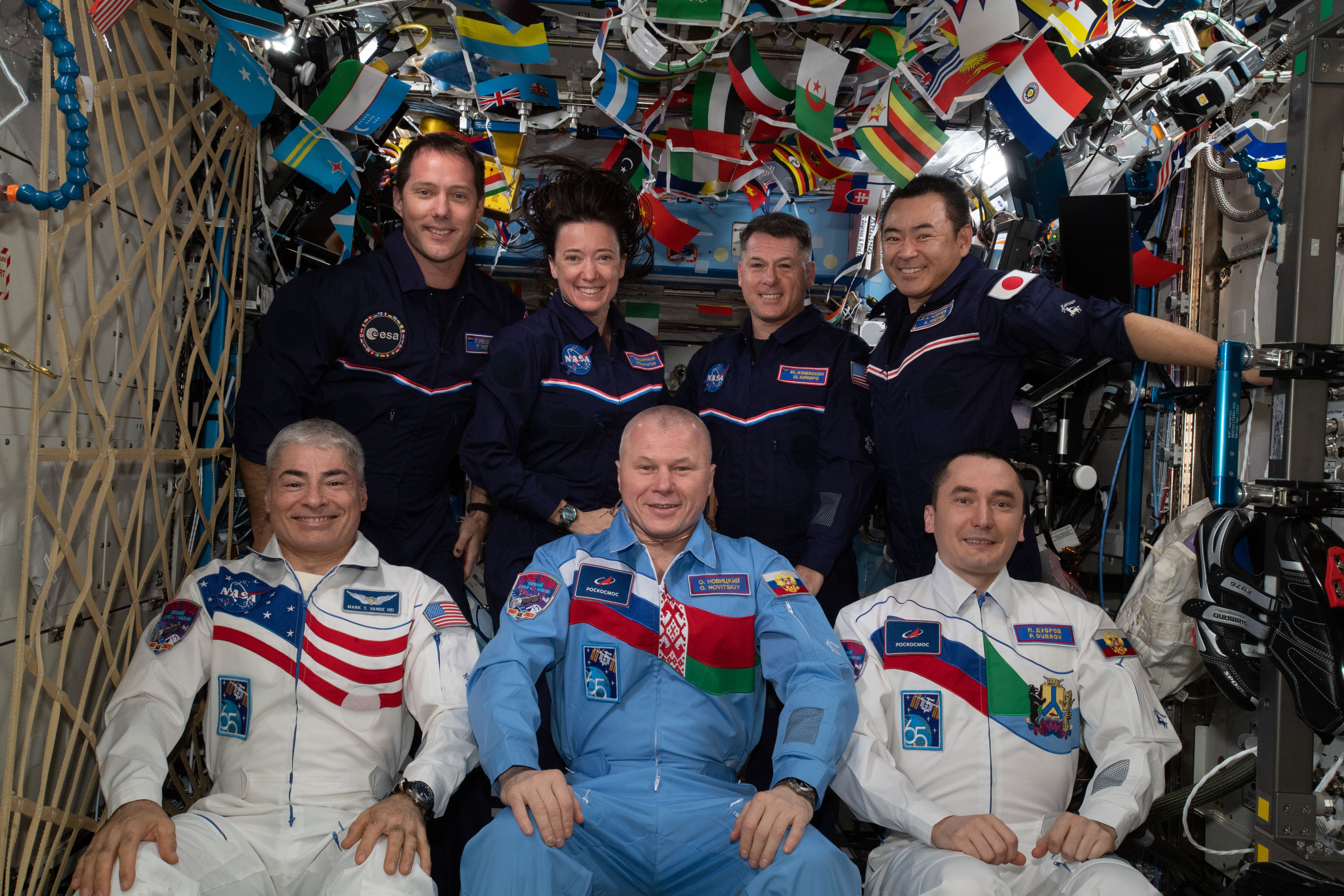
I membri della seconda parte della missione. Da sx: Vande Hei, Pesquet, McArthur, Novickij, Kimbrough, Hoshide, Dubrov.

L'equipaggio era composto dai membri della Sojuz MS-18 per tutta la durata dell'Expedition, dai membri della SpaceX Crew-1 per il primo mese di missione e dai membri della Crew-2 da fine aprile ad ottobre. Durante l'Expedition ricoprirono il ruolo di comandante della Stazione Spaziale Internazionale tre astronauti: Walker dal 17 al 28 aprile, Hoshide dal 28 aprile al 4 ottobre e Pesquet da 4 al 17 ottobre.

## Eventi missione

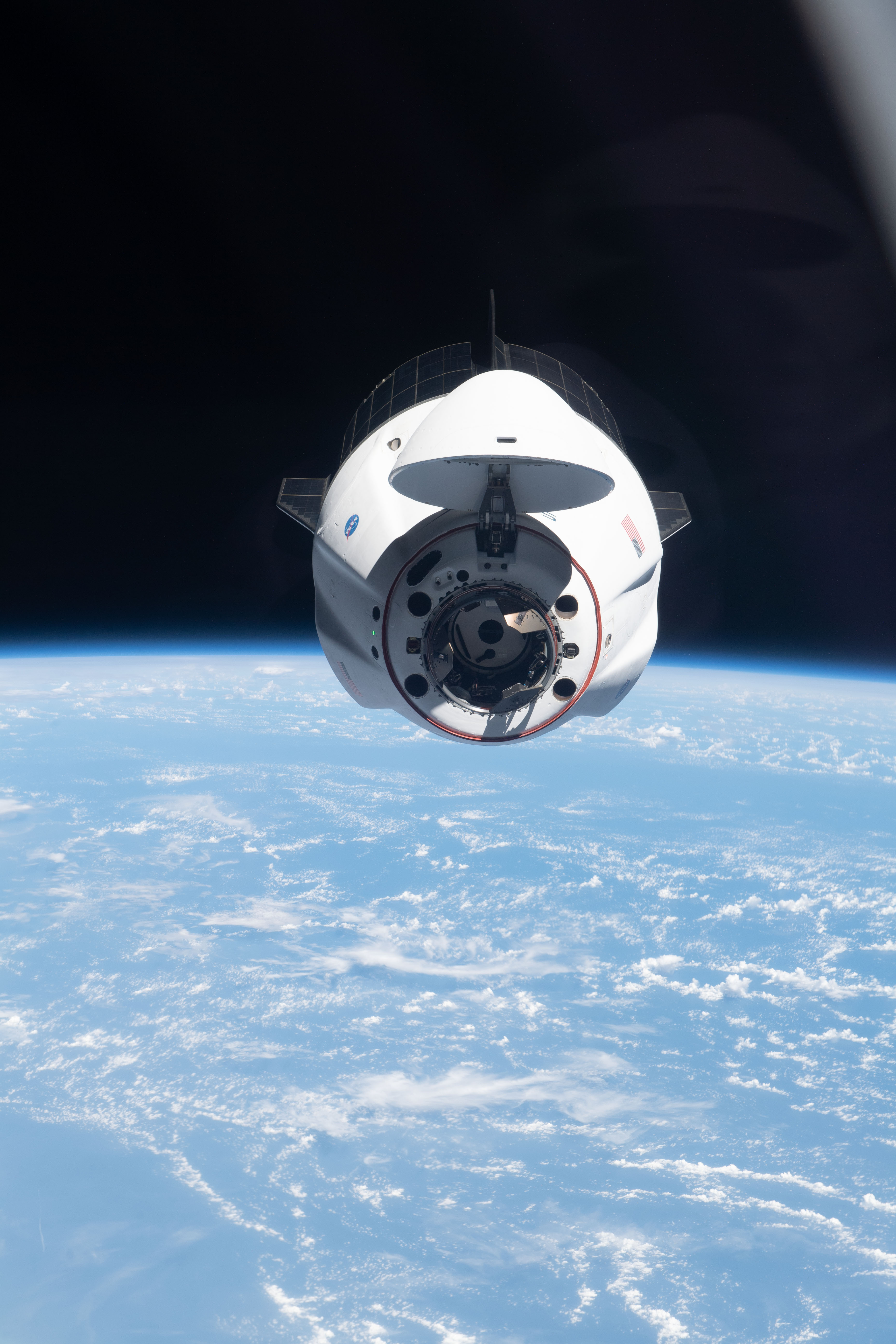
La Crew Dragon Endeavour con l'equipaggio della SpaceX Crew-2 si avvicina alla Stazione spaziale internazionale (ISS)

### Lancio e docking della SpaceX Crew-2
Il 23 aprile 2021 alle 9:49 l'equipaggio della SpaceX Crew-2 venne lanciato dal Kennedy Space Center a bordo del veicolo Crew Dragon Endeavour. Alle 17:27, il Centro di controllo missione di SpaceX avvertì l'equipaggio di una possibile collisione con un detrito spaziale prevista per le 17:43, e ordinò loro di indossare le tute, allacciarsi con le cinture ai sedili e chiudere i visori. Non venne eseguita una manovra correttiva, ma il Centro di controllo preferì far indossare le tute all'equipaggio per precauzione. Una volta superato il punto d'impatto senza nessun incidente, l'equipaggio poté togliersi le tute e andare a dormire. Il viaggio verso la Stazione spaziale internazionale proseguì senza problemi, culminato con l'attracco al boccaporto anteriore del modulo Harmony della ISS alle 9:08 del 24 aprile. Nei giorni successivi venne fatto sapere che la presenza del detrito era stato un falso allarme, senza aggiungere ulteriori dettagli. Nel luglio 2021 a seguito del rilascio della documentazione ufficiale si scoprì che l'oggetto fu un errore nelle operazioni di simulazione delle collisioni. In particolare, durante i test di simulazione collisione del United States Space Command precedenti al lancio della SpaceX Crew-2, era stato aggiunto un veicolo Dragon fasullo che simulasse il piano di volo del veicolo reale per verificare le possibili collisioni. A seguito del lancio della vera Crew Dragon, il veicolo simulato venne erroneamente lasciato nel sistema che presentava così due Dragon, una reale e una simulata, che avevano naturalmente due piani di volo molto simili tra loro e quindi rischiavano di collidere.

### Cambio di comando Walker – Hoshide
Il 27 aprile il comandante Walker che ricoprì l'incarico per i primi dieci giorni dell'Expedition 65 passò il comando della Stazione Spaziale Internazionale all'astronauta giapponese Akihiko Hoshide che mantenne il ruolo per cinque mesi. Walker con i colleghi della SpaceX Crew-1 lasciò la ISS cinque giorni dopo per far ritorno sulla Terra.

### Undocking della Progress MS-14
Il veicolo cargo russo Progress MS-14 eseguì un undocking dal modulo Zvezda del Segmento russo della Stazione Spaziale Internazionale il 27 aprile, dopo aver trascorso più di un anno in orbita. Durante la sua missione innalzò diverse volte l'orbita della ISS che a causa dell'attrito con l'atmosfera decade costantemente. Il 29 aprile entrò in atmosfera distruggendosi sul cielo dell'Oceano pacifico.

### Undocking e atterraggio della SpaceX Crew-1
Dopo 167 giorni di missione, il 2 maggio l'equipaggio del veicolo Endeavour per la missione SpaceX Crew-1, composto dal comandante Hopkins, il pilota Glover e gli specialisti di missione Noguchi e Walker, effettuò l'undocking dal boccaporto zenith di Harmony lasciando la Stazione Spaziale Internazionale e dar inizio alla seconda parte dell'Expedition 65. Dopo poche ore, il veicolo ammarò nel Golfo del Messico, vicino alle coste della Florida; fu la prima volta dalla missione Apollo 8 (1965) che un veicolo americano non ammarava di notte.

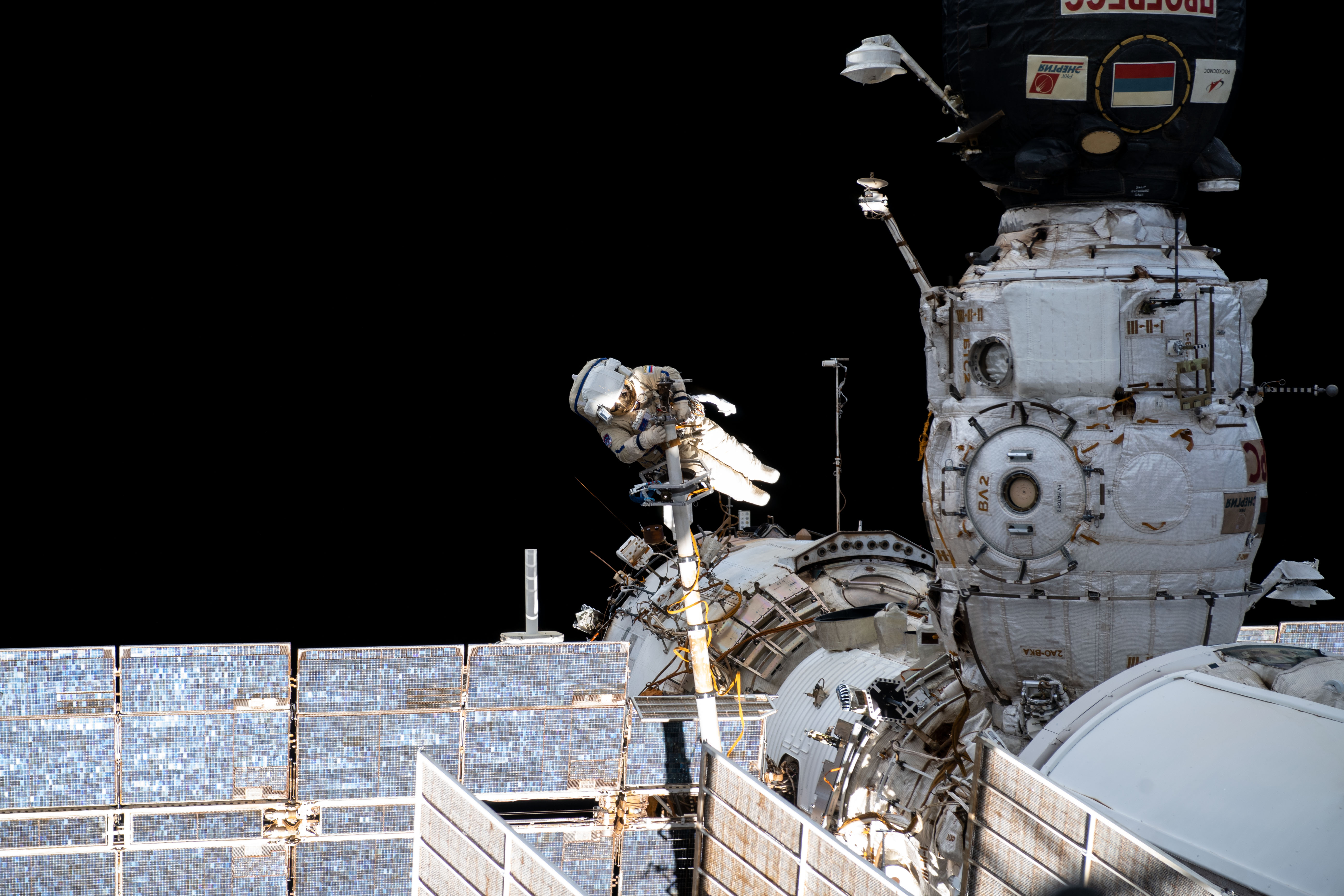
Dubrov durante l'attività extraveicolare in cima al braccio meccanico Strela

### EVA 1 (VDK-48)
Il 2 giugno Novickij (EV1, strisce rosse) e Dubrov (EV2, strisce blu) svolsero la prima attività extraveicolare (EVA) della missione, rimanendo 7 ore e 19 minuti all'esterno della Stazione Spaziale Internazionale per preparare il modulo Pirs in vista della sua partenza prevista per l'estate del 2021, per far posto al nuovo modulo Nauka. I due cosmonauti, entrambi alla loro prima EVA, sostituirono un regolatore per il controllo del flusso all'esterno di Zarja, disconnetterono i collegamenti meccanici esterni tra Pirs e la ISS, spostarono le attrezzature per le EVA tra cui il braccio meccanico Strela, riconfigurarono le antenne e sostituirono esperimenti scientifici di esposizione.

### Lancio e docking della SpaceX CRS-22
Il secondo veicolo cargo della versione aggiornata Cargo Dragon venne lanciato il 3 giugno a bordo di un Falcon 9 dal Complesso di lancio 39A del Kennedy Space Center. Il carico del veicolo era composto principalmente da due pannelli solari iROSA, dagli esperimenti scientifici Cell Science-04, TICTOC, ADSEP-UMAMI, Butterfly IQ, Colgate-Palmolive, e rifornimenti per l'equipaggio e la ISS. Due giorni dopo attraccò in modo automatico al modulo Harmony sotto la supervisione di Kimbrough e McArthur.

### Installazione di nuovi pannelli solari
I pannelli solari della Stazione Spaziale Internazionale del Segmento americano (USOS) vennero installati nel 2000 con una vita utile prevista di 15 anni. Dopo 20 anni di utilizzo questi iniziarono a mostrare segni di degradazione e divenne quindi necessario installare nuovi pannelli solari. Sei nuovi pannelli solari saranno posizionati davanti a quelli già presenti per incrementare la potenza disponibile da 160 kilowatt a un massimo di 215 kilowatt. I nuovi pannelli hanno delle dimensioni minori (18 x 6 metri) di quelli precedenti (34 x 12 metri) ma sono più efficienti; la potenza elettrica generata dai nuovi pannelli sommata dalla generazione attuale dei vecchi pannelli porterà la ISS ad avere un quantitativo di potenza elettrica tra il 20 e il 30% superiore. In totale verranno installati sei pannelli solari iROSA per aggiornare sei degli otto canali di alimentazione dell'USOS. I primi due iROSA arrivarono alla stazione a bordo del veicolo spaziale Cargo Dragon di SpaceX per la missione di rifornimento SpaceX CRS-22. Il 10 giugno 2021 i controllori di volo ROBO del Johnson Space Center (JSC) si occuparono della loro estrazione dal trunk di Dragon con l'ausilio del Canadarm2.

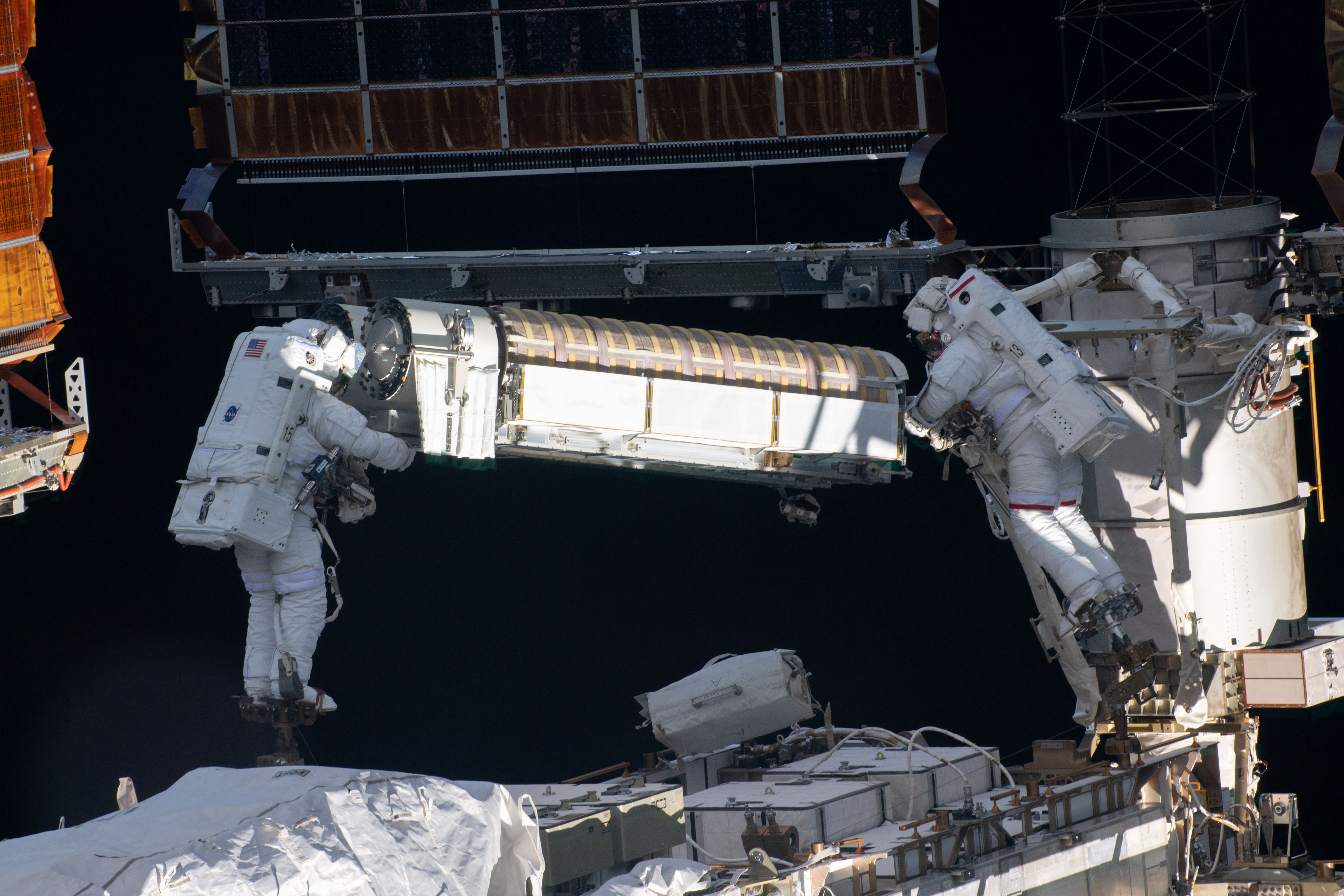
Kimbrough (sinistra) e Pesquet installano un nuovo pannello solare iROSA

#### EVA 2 (USOS 74)
Pesquet e Kimbrough uscirono dalla Stazione Spaziale Internazionale il 16 giugno 2021 per eseguire la seconda attività extraveicolare della missione. Nelle sette ore di EVA installarono il primo dei nuovi pannelli solari all'estremità sinistra dell'Integrated Truss Structure, nel segmento P6, per aggiornare il canale di alimentazione 2B. Non furono però in grado di dispiegare il pannello solare a causa di un'interferenza fisica con un elemento strutturale. Tre ore dall'inizio dell'EVA la tuta spaziale di Kimbrough diede dei problemi nella lettura dei sistemi della stessa e l'astronauta dovette tornare nell'airlock per ricollegarsi alla ISS e resettare il sistema.

#### EVA 3 (USOS 75)
Il 20 giugno Pesquet (EV1) e Kimbrough (EV2) svolsero nuovamente del lavoro all'esterno della Stazione Spaziale Internazionale per dispiegare il pannello solare installato nell'EVA precedente e collegarlo elettricamente al resto della ISS. Per effettuare il dispiegamento del pannello solare era necessario che un astronauta fosse fisicamente presente sul posto per allentare due bulloni e controllarne il dispiegamento. Inoltre, rimossero delle strutture di supporto in vista dell'installazione nell'EVA successiva del secondo pannello solare.

#### EVA 4 (USOS 76)
Cinque giorni dopo, il 25 giugno, Pesquet (EV1, camera #20) e Kimbrough (EV2, camera #22) svolsero l'ultima EVA dedicata all'installazione dei primi due pannelli solari iROSA. Pesquet si agganciò all'estremità del Canadarm2, manovrato da McArthur, per trasportare il pannello solare vicino al sito di installazione, sul segmento P6. I due astronauti poi fissarono il pannello solare ai supporti, passarono i cavi e dispiegarono il pannello. Con l'installazione del secondo pannello solare completarono l'aggiornamento del canale di alimentazione 4B.

### Unberthing della Cygnus NG-15
Il veicolo spaziale Cygnus NG-15 "S.S. Katherine Johnson" di Northrop Grumman, carico di spazzatura, lasciò la Stazione Spaziale Internazionale il 29 giugno 2021. I controllori di volo nel Centro di controllo missione, con la supervisione di McArthur, inviarono il comando di rilascio per permettere al veicolo di separarsi dal Canadarm2 e fare ritorno in modo distruttivo sulla Terra.

### Lancio e docking della Progress MS-17
Lo stesso giorno il veicolo cargo russo Progress MS-17 venne lanciato dal Cosmodromo di Bajkonur, per rifornire la Stazione Spaziale Internazionale di 2439 kg di carico, di cui 1390 kg di carburante, 420 litri di acqua potabile, 40 kg di ossigeno e azoto e 1509 kg di esperimenti scientifici, cibo e vestiario per l'equipaggio. La Progress MS-17 attraccò in modo automatico al modulo Poisk del Segmento russo della ISS il 2 luglio, dove rimase fino a novembre 2021. Durante la sua permanenza innalzerò periodicamente l'orbita della Stazione Spaziale per contrastare il decadimento orbitale della ISS dovuto all'attrito atmosferico.

### Undocking della Dragon CRS-22
L'8 luglio il veicolo Cargo Dragon della missione SpaceX CRS-22, carico di 2267 kg di campioni di esperimenti scientifici da analizzare dagli scienziati sulla Terra, lasciò la Stazione Spaziale Internazionale. Il comando di undocking venne dato dai controllori di volo del Centro di controllo di SpaceX che permise di allontanare lentamente il veicolo dal modulo Harmony. La Dragon ammarò due giorni dopo nel Golfo del Messico, permettendo un veloce trasporto del carico fino al Space Station Processing Facility del Kennedy Space Center. Consegnare agli scienziati il carico in poco tempo minimizza l'esposizione alla gravità dei campioni, potendo così essere analizzati in modo più efficiente. Tra i molti esperimenti i cui campioni son stati riportati sulla Terra ci sono Lyophilization-2, Molecular Muscle Experiment-2 e Oral Biofilms in Space.

### Spostamento della Crew Dragon SpaceX Crew-2
La mattina del 21 luglio l'equipaggio della SpaceX Crew-2 a bordo della Crew Dragon Endeavour effettuò un undocking dal boccaporto anteriore del modulo Harmony per riattraccare quasi un'ora dopo al boccaporto zenith dello stesso modulo. Questo trasferimento permise di liberare il boccaporto anteriore per l'arrivo del 30 luglio, poi posticipato a data da destinarsi, del veicolo CST-100 Starliner di Boeing (OFT-2).

### Lancio del modulo Nauka
Il modulo russo Multipurpose Laboratory Module (MLM), soprannominato Nauka, venne lanciato il 21 luglio 2021 alle 14:58 UTC a bordo di un lanciatore Proton-M dal Cosmodromo di Bajkonur. Insieme a Nauka venne lanciato anche l'European Robotic Arm (ERA), il primo braccio robotico in grado di essere operato lungo il Segmento russo della Stazione Spaziale Internazionale grazie a tre punti di fissaggio. Poco dopo l'arrivo in orbita vennero riscontrati i primi problemi, tra questi una mancata accensione programmata dei propulsori che impedì l'innalzamento dell'orbita e il malfunzionamento del sistema di attracco automatico Kurs. Nei giorni successivi il Centro di controllo missione di Roscosmos riuscì a risolvere i malfunzionamenti e eseguire otto correzioni dell'orbita per permettere al modulo di attraccare alla Stazionale Spaziale Internazionale.

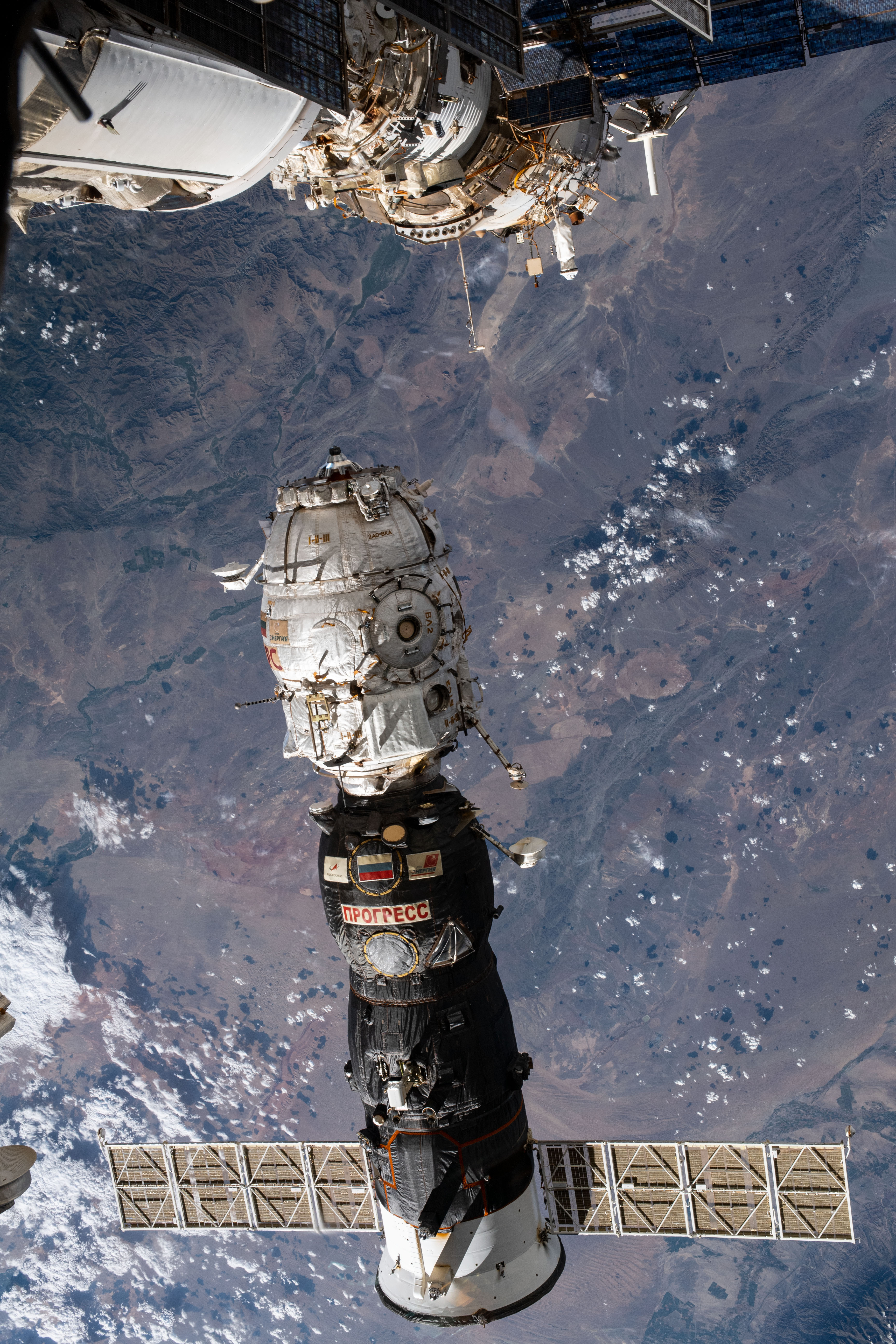
Il modulo Pirs con la Progress MS-16 si allontanano dalla ISS

### Undocking di Pirs e della Progress MS-16
Avendo risolto i principali malfunzionamenti di Nauka, Roscosmos decise di far effettuare l'undocking alla Progress MS-16 con il modulo Pirs. Il modulo Pirs era infatti agganciato al boccaporto nadir di Zvedza, il posto che avrebbe occupato Nauka una volta arrivato sulla ISS, ma Roscosmos per non rischiare di perdere entrambi i moduli, preferì eseguire l'undocking solo dopo il lancio di Nauka. I ganci che tenevano agganciato Pirs a Zvezda da vent'anni vennero aperti il 26 luglio alle 10:55 e le molle del sistema di docking lo allontanarono lentamente dalla ISS insieme alla Progress MS-16. Raggiunta la distanza di sicurezza, la Progress accese i propulsori per allontanarsi ulteriormente dalla Stazione Spaziale Internazionale. L'entrata in atmosfera e conseguente distruzione di Pirs e della Progress MS-16 avvenne quattro ore dopo.

### Docking del modulo Nauka
Dopo otto giorni di viaggio verso la Stazione Spaziale Internazionale, il modulo Nauka attraccò in modo automatico con il sistema Kurs al boccaporto nadir di Zvezda, quello lasciato libero da Pirs, alle 13:29 del 29 luglio. I due cosmonauti a bordo, Novickij e Dubrov, nei giorni precedenti si erano esercitati per eseguire l'attracco manuale da remoto con il sistema TORU nel caso di un malfunzionamento al sistema Kurs che poco dopo il lancio aveva dato problemi, ma non fu necessario. Nauka, che significa "scienze" in russo, fungerà da modulo scientifico e airlock per le attività extraveicolari, ed è dotato di una cuccetta per un membro dell'equipaggio, un bagno, un sistema per la generazione dell'acqua e ossigeno, e una finestra.

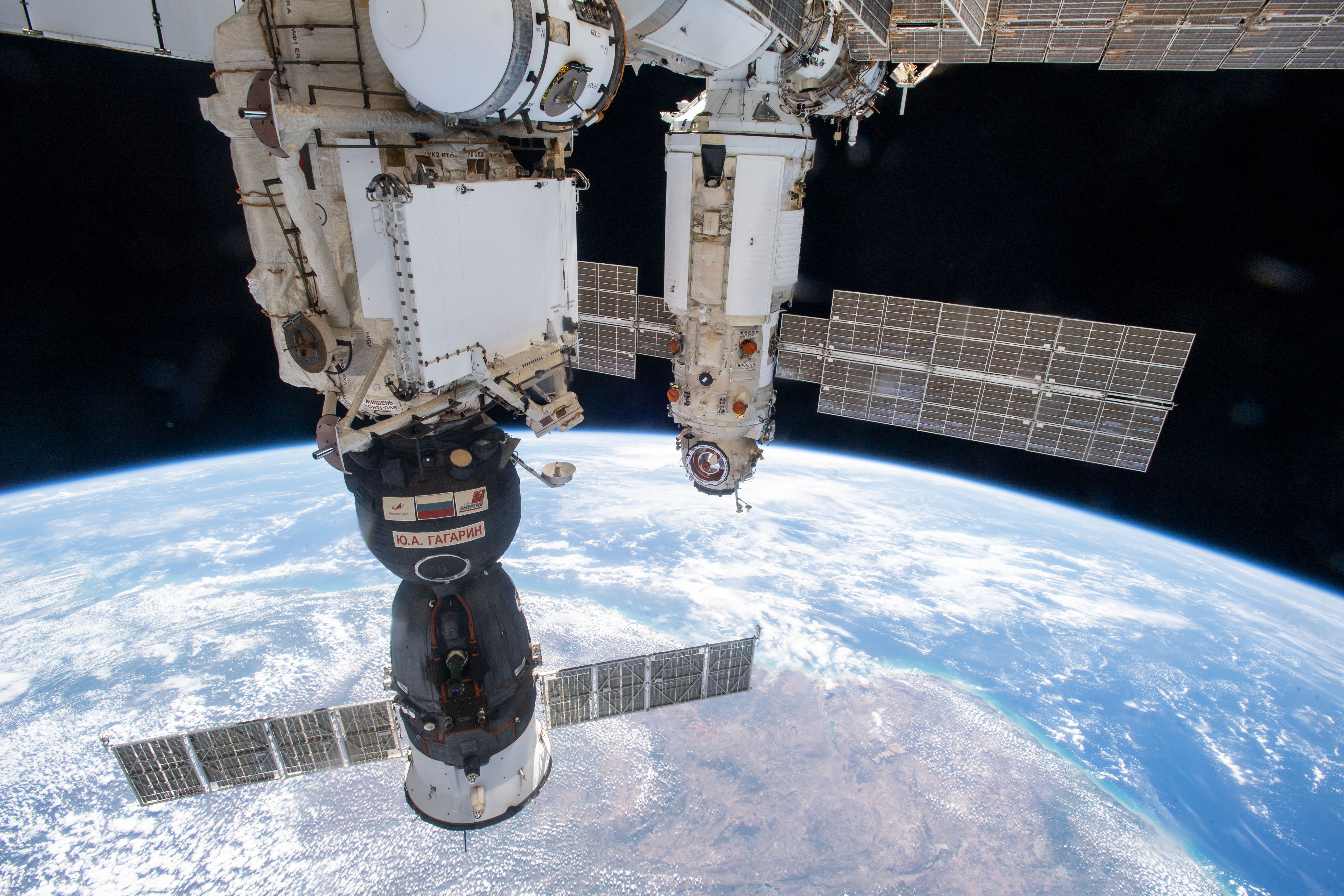
Il nuovo modulo Nauka attraccata alla ISS (in secondo piano)

### Accensione inaspettata dei propulsori di Nauka
Tre ore dopo l'attracco, alle 16:34, mentre i cosmonauti si preparavano all'apertura del portellone di Nauka i propulsori di quest'ultimo si accesero inaspettatamente modificando l'assetto nominale della Stazione Spaziale Internazionale. Poco dopo l'accensione, il computer di bordo si rese conto dell'assetto non nominale del complesso orbitale e affidò ai giroscopi il compito di riportare la ISS nel giusto assetto. Ciò non fu possibile e perciò la responsabilità del controllo dell'assetto passò al Segmento russo che accese i propulsori di Zvezda per controbilanciare la spinta creata da Nauka. I propulsori di Nauka, non potendo essere spenti, continuarono a rilasciare spinta per circa 45 minuti, fino al prosciugamento dei serbatoi di carburante. Durante questo intervallo di tempo la ISS arrivò a sopportare un cambio di assetto totale di circa 540 gradi. Alle 17:29 vennero accesi i propulsori della Progress MS-17 per portare la ISS al nominale assetto di volo. Il comando a Nauka di non accendere nuovamente i propulsori venne inviato all'orbita successiva quando la ISS passò sopra il Centro di controllo di Roscosmos in Russia. Roscosmos riferì poche ore dopo che l'immotivata accensione dei propulsori era stata causata da un malfunzionamento del software, in particolare non era stata eseguita la procedura per passare dalla modalità di volo libero precedente all'attracco alla modalità di attracco alla ISS. Il giorno successivo i cosmonauti soggiornarono per un paio d'ore nel Segmento americano per permettere al Centro di controllo di Roscosmos di spurgare le tubature di carburante senza correre rischi per l'equipaggio. Per garantire una maggiore sicurezza i portelli interni dei moduli vennero chiusi. Dopo attente analisi ai sistemi della ISS sia Roscosmos che NASA non rilevarono nessun malfunzionamento o danno strutturale alla ISS causato dall'accensione dei propulsori di Nauka.

### Lancio e berthing della Cygnus NG-16
Il veicolo di rifornimento Cygnus NG-16 venne lanciato il 10 agosto a bordo del lanciatore Antares dal Wallops Flight Facility della NASA. Trascorsi due giorni di viaggio, venne catturato con il braccio robotico Canadarm2 da McArthur e poi berthing al boccaporto nadir di Unity del Segmento americano della Stazione Spaziale Internazionale. Cygnus consegnò alla ISS 3700 kg di carico, costituiti da rifornimenti alimentari, vestiario e beni di necessità per l'equipaggio, e esperimenti scientifici, i cui più importanti sono una stampante 3D che usa della regolite lunare simulata, un esperimento per studiare la distrofia sulla Terra, un esperimento sul controllo del calore durante le operazioni nello spazio e il rientro atmosferico, e un esperimento sull'eliminazione dell'anidride carbonica dai veicoli spaziali. Il veicolo rimase sulla ISS per tre mesi, fino a novembre 2021.

### Lancio e docking della SpaceX CRS-23
Il 29 agosto il veicolo di rifornimento Cargo Dragon per la missione CRS-23 di SpaceX venne lanciato dal Complesso 39A del Kennedy Space Center a bordo di un Falcon 9 per rifornire la Stazione Spaziale Internazionale. Delle 2 tonnellate e passa di esperimenti scientifici, provviste per l'equipaggio e equipaggiamento per la ISS, si ricordano gli esperimenti READI FP, Retinal Diagnostics, Nanoracks-GITAI Robotic Arm, MISSE-15-NASA, APEX-08 e Faraday-NICE. Il veicolo arrivò nelle vicinanze della Stazione Spaziale Internazionale il giorno successivo, attraccando autonomamente al boccaporto anteriore del modulo Harmony, sotto la supervisione degli astronauti Kimbrough e McArthur. Rimase agganciato alla ISS fino al 30 settembre.

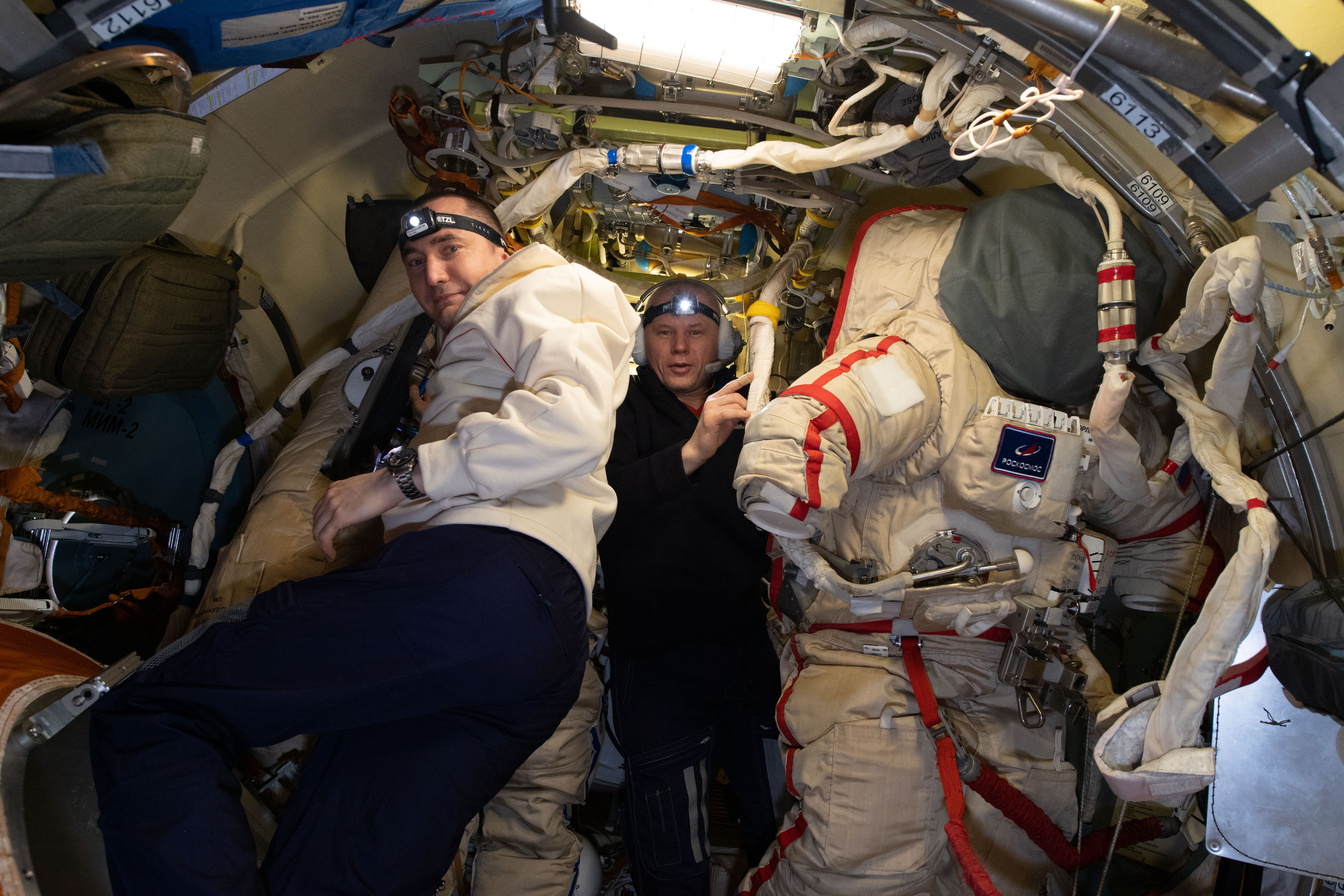
Dubrov (sinistra) e Novickij preparano le loro tute Orlan in vista delle attività extraveicolari

### EVA 5 (VDK-49)
Il 3 settembre Novickij (EV1, strisce rosse, camera #22) e Dubrov (EV2, blu, camera #20) svolsero la prima delle undici attività extraveicolari atte a preparare il nuovo modulo Nauka per le attività nello spazio. Durante l'EVA i cosmonauti lavorarono nel Segmento russo passando cavi elettrici e ethernet lungo Nauka e installando un corrimano all'esterno per migliorarne l'accessibilità.

### EVA 6 (VDK-50)
I cosmonauti Novickij (EV1) e Dubrov (EV2) uscirono una seconda volta dalla ISS sei giorni dopo, il 9 settembre, per completare l'installazione di cavi (delle telecamere, del sistema di attracco e ethernet), di corrimani e di un esperimento di biologia all'esterno.

### EVA 7 (USOS 77)
L'astronauta giapponese Hoshide (EV1) e l'astronauta francese Pesquet (EV2) il 12 settembre svolsero un'EVA (6h 54min) per installare la struttura di supporto dei nuovi pannelli solari iROSA che verranno installati in futuro nel segmento P4, per aggiornare il canale di alimentazione 4A della ISS. Venne sostituito inoltre un dispositivo che misura il potenziale di carica elettrica dei pannelli solari e delle superfici nelle sue vicinanze. Fu la prima volta che un'EVA USOS veniva svolta senza che uno dei due astronauti a eseguire l'EVA fosse un astronauta statunitense. L'astronauta EV2 in origine avrebbe dovuto essere lo statunitense Vande Hei ma a causa dello schiacciamento di un nervo del collo avvenuto pochi giorni prima dell'EVA venne dichiarato temporaneamente non pronto; inizialmente l'EVA venne rimandata a data da destinarsi ma venne infine deciso di sostituire Vande Hei con Pesquet.

### Spostamento della Sojuz MS-18
Il 28 settembre la Sojuz MS-18 con il suo equipaggio effettuò l'undocking dal boccaporto Rassvet per effettuare poi un docking al boccaporto nadir di Nauka in modalità manuale da Novickij; fu la prima volta che un veicolo spaziale attraccava a Nauka. Durante i 40 minuti di volo libero Dubrov si spostò dal modulo di discesa al modulo orbitale della Sojuz per scattare delle foto alla Stazione Spaziale Internazionale. Questo spostamento di boccaporto permise di liberare il boccaporto di Rassvet per l'attracco della Sojuz MS-19, avvenuto 5 ottobre 2021 seguente, che rimase agganciata per sei mesi.

### Undocking della SpaceX CRS-23
Dopo una missione di poco più di un mese, il 30 settembre il veicolo cargo Cargo Dragon della missione SpaceX CRS-23 effettuò l'undocking dalla Stazione Spaziale Internazionale per fare ritorno sulla Terra. Prima dell'undocking il veicolo venne caricato dei campioni degli esperimenti svolti in orbita nei mesi precedenti, tra cui Ring Sheared Drop, Anti-Atrophy e Genes in Space-8 che una volta sulla Terra vennero analizzati dagli scienziati. Ammarò nell'Oceano atlantico poche ore dopo.

### Cambio di comando Hoshide – Pesquet
Il 4 ottobre il comandante della seconda parte dell'Expedition 65, l'astronauta giapponese Akihiko Hoshide, cedette il comando della Stazione Spaziale Internazionale all'astronauta francese Thomas Pesquet. Pesquet comandò la ISS fino al 6 novembre quando insieme a Hoshide e gli altri membri dell'equipaggio della SpaceX Crew-2 tornò sulla Terra concludendo la missione. Divenne il primo astronauta francese e il quarto astronauta europea ad assumere il ruolo di comandante della Stazione Spaziale Internazionale. Prima di lasciare la ISS Pesquet passò il comando per l'Expedition 66 al cosmonauta russo Anton Škaplerov.

### Lancio e docking della Sojuz MS-19
Il 5 ottobre 2021 dal Cosmodromo di Bajkonur venne lanciato il veicolo per equipaggio Sojuz MS-19 con a bordo il comandante Anton Škaplerov e due partecipanti al volo, Klim Šipenko e Julija Peresil'd. Per viaggiare con due cosmonauti non professionisti a bordo, negli anni precedenti al volo il comandante Škaplerov dovette addestrarsi nel pilotaggio e controllo dei sistemi del veicolo da solo. Durante il docking con la Stazione Spaziale Internazionale il sistema Kurs, che di solito permette alla Sojuz di effettuare il docking autonomamente alla ISS, non funzionò adeguatamente e Škaplerov dovette pilotare manualmente il veicolo fino al docking. I partecipanti al volo ritornarono sulla Terra il 17 ottobre 2021 con il comandante Novickij a bordo della Sojuz MS-18.

### Girare parte di un film sulla ISS
Lo scopo del viaggio e della permanenza sulla Stazione Spaziale Internazionale del regista Šipenko e dell'attrice Peresil'd era quello di girare circa 35-40 minuti del film russo The Challenge che uscirà nei cinema nel 2022. La maggior parte delle scene vennero girate nel Segmento russo e alcune nella Cupola del Segmento americano, sotto la supervisione di un astronauta professionista. Durante il docking della Sojuz MS-19 alla ISS Šipenko riprese con la telecamera la scena in cui Škaplerov con l'assistenza di Peresil'd effettuava il docking manualmente alla ISS. Nei 12 giorni di missione i partecipanti al volo lavorarono al film la maggior parte delle ore del giorno, più di quanto consigliato dai medici di volo, per riuscire a concludere il loro lavoro nel poco tempo previsto. Škaplerov e Novickij parteciparono a delle scene del film, mentre Dubrov e Vande Hei assistettero il regista durante le riprese. Šipenko ricoprì il ruolo di direttore, operatore, direttore artistico e truccatore. Il girato veniva inviato giornalmente a Terra in 10 sessioni da 30 minuti ciascuno con i satelliti di telecomunicazione russi Luch.

### Malfunzionamento dei propulsori della Sojuz MS-18
Alle 11:02 del 15 ottobre 2021 il Centro di controllo missione di Roscosmos avviò un test programmato dei propulsori d'assetto della Sojuz MS-18 in vista del suo rientro sulla Terra del 17 ottobre 2021 ma l'accensione dei motori però non avvenne come pianificato. I motori invece di spegnersi nel momento previsto continuarono a generare spinta che causò alle 11:13 una modifica importante dell'assetto dell'intera Stazione Spaziale Internazionale di 57º rispetto all'assetto nominale. Un assetto stabile della ISS venne riottenuto nei 30 minuti successivi quando vennero attivati i motori di Zvezda per controbilanciare la spinta della Sojuz MS-18. I motori della Sojuz smisero di funzionare solo nel momento in cui raggiunsero un limite massimo prefissato di carburante consumato. Il malfunzionamento venne associato a una procedura errata svolta a Terra, più che a un malfunzionamento dei motori stessi, perciò le operazioni di rientro della Sojuz MS-18 previsto due giorni dopo poterono proseguire senza ulteriori problemi. Nella notte tra il 15 e il 16 ottobre l'equipaggio della Stazione Spaziale Internazionale venne svegliato da un allarme automatico attivato dalla rilevazione di un malfunzionamento nel sistema di controllo di Zvezda; il problema venne prontamente risolto dal Centro di controllo a Terra senza l'intervento dell'equipaggio.

### Undocking della Sojuz MS-18
L'undocking della Sojuz MS-18 con il comandante Novickij e i partecipanti al volo Šipenko e Peresil'd dalla Stazione Spaziale Internazionale avvenne all'1:14 del 17 ottobre 2021 
e concluse ufficialmente l'Expedition 65. I tre atterrarono nelle steppe del Kazakistan lo stesso giorno. La conclusione dell'Expedition 65 diede inizio all'Expedition 66.

## Esperimenti
Alcuni dei principali esperimenti svolti durante l'Expedition 65.

### APEX-08
Le piante coltivate in condizioni di microgravità in genere mostrano segni di stress. Advanced Plant EXperiment-08 (APEX-08) esamina il ruolo dei composti noti come poliammine nella risposta dell'Arabetta comune, una piccola pianta da fiore, allo stress da microgravità. Poiché l'espressione dei geni coinvolti nel metabolismo delle poliammine rimane la stessa nello spazio come sulla Terra, le piante non sembrano usare poliammine per rispondere allo stress in microgravità; APEX-08 tenta di trovare un modo per farlo. I risultati potrebbero aiutare a identificare gli obiettivi chiave per l'ingegneria genetica delle piante più adatte alla crescita in microgravità.

### Blob
L'indagine Blob consente agli studenti di età compresa tra i 10 e i 18 anni di studiare un fungo mucillaginoso, il Physarum polycephalum, dotato di un certo grado di apprendimento e adattamento. Sebbene sia un organismo unicellulare e manchi di un cervello, Blob può muoversi, nutrirsi, organizzarsi e persino trasmettere conoscenza ad altri funghi mucillaginosi. Gli studenti replicano gli esperimenti condotti dall'astronauta dell'ESA Pesquet per vedere come il comportamento di Blob è influenzato dalla microgravità. Utilizzando un collegamento video dallo spazio, gli studenti possono confrontare la velocità, la forma e la crescita dei funghi nello spazio e a Terra.

### Butterfly IQ
Durante le missioni spaziali di lunga durata gli astronauti non possono ricevere cure approfondite e fare accertamenti medici nel breve periodo in caso di problemi di salute. Nella Stazione Spaziale Internazionale vengono testati dispositivi medici, tra cui il dispositivo portatile ad ultrasuoni Butterfly IQ, per fornire assistenza medica nei viaggi spaziali e nei territori più remoti e isolati della Terra.

### Cardinal Muscle
Man mano che le persone invecchiano e diventano più sedentarie, perdono gradualmente massa muscolare, una condizione chiamata sarcopenia. Purtroppo creare dei farmaci per trattare questa condizione è difficile perché si sviluppa nel corso di decenni. Anche la microgravità nel corpo degli astronauti produce perdita di massa muscolare ma in tempi molto più rapidi rispetto a quanto accade nelle persone anziane sulla Terra; le agenzie spaziali da molti anni cercano delle terapie per contrastare efficacemente questa condizione fisica e poterle applicare sia nello spazio che sulla Terra. L'esperimento Cardinal Muscle, basandosi su queste premesse, cerca di capire se in microgravità le piattaforme tissutali ingegnerizzate formino i caratteristici tubi muscolari presenti nel tessuto muscolare. Tale piattaforme potrebbero fornire un modo per valutare rapidamente i potenziali farmaci prima degli studi clinici.

### Cell Science-04
I tardigradi sono creature microscopiche che possono sopravvivere in ambienti estremi sia nella Terra che nello spazio, ad esempio in ambienti con livelli di radiazione molto elevati. L'esperimento Cell Science-04 (CS-04) mira a identificare i geni coinvolti nell'adattamento e nella sopravvivenza dei tardigradi Hypsibius exemplaris in questi ambienti ad alte sollecitazioni. Le culture tardigrade inviate sulla ISS vengono studiate per capire come questi geni si modifichino da una generazione all'altra (fino a 4 generazioni) a causa dall'esposizione di breve o lunga durata all'ambiente estremo. I risultati potrebbero migliorare la comprensione degli scienziati sui fattori di stress che influenzano gli esseri umani nello spazio e portare alla creazione di contromisure e le terapie indispensabili per i futuri viaggi spaziali di lunga durata all'esterno dell'orbita terrestre bassa.

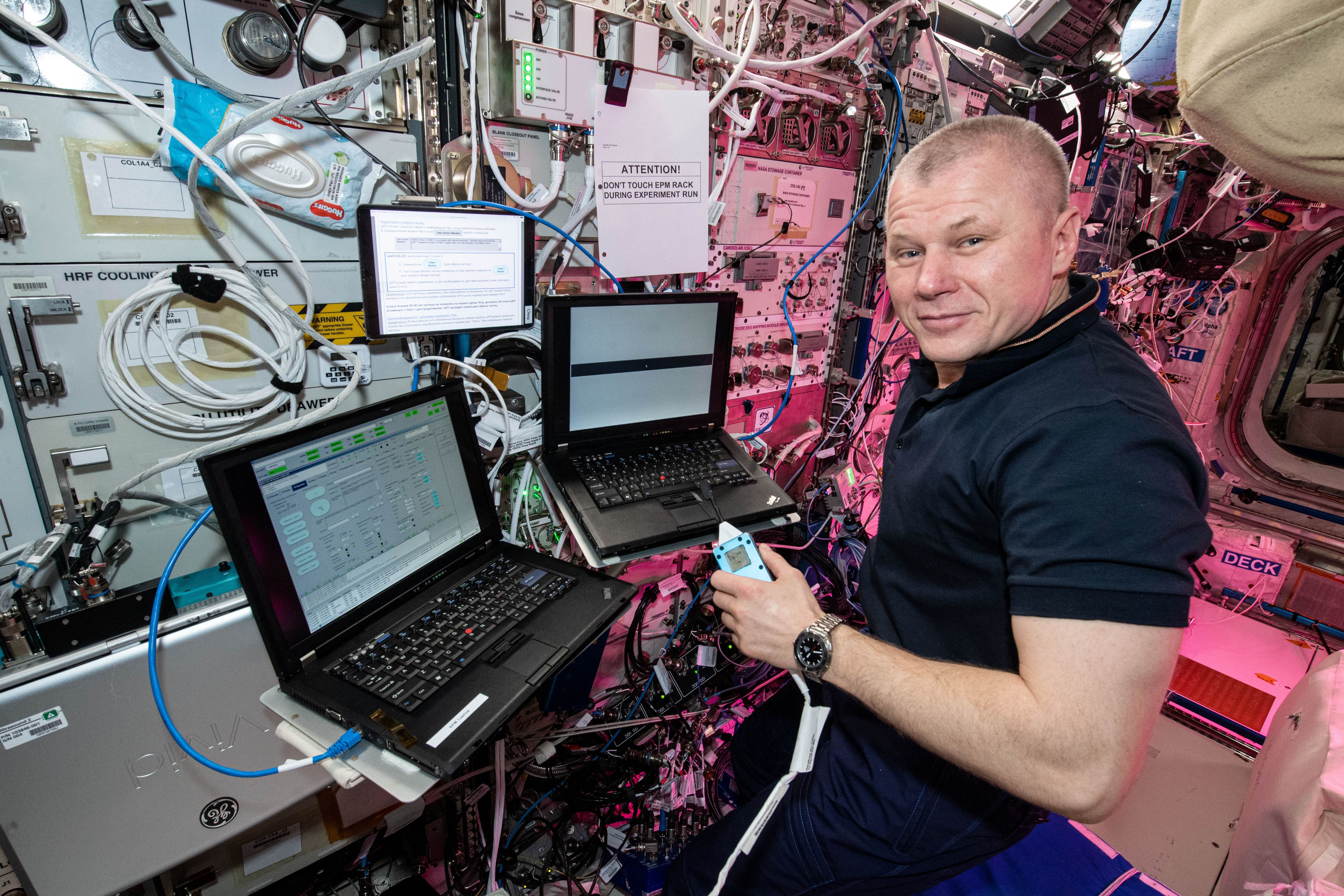
Novickij lavora all'esperimento decennale Plasma Kristall-4

### Faraday-NICE
Il Faraday Nanofluidic Implant Communication Experiment (Faraday-NICE) testa un sistema di somministrazione di farmaci impiantabile e controllato a distanza utilizzando contenitori sigillati di soluzione salina come soggetti di test surrogati. Il dispositivo potrebbe fornire un'alternativa alle pompe di infusione ingombranti, un possibile punto di svolta per la gestione a lungo termine delle malattie croniche sulla Terra. La somministrazione di farmaci telecomandati potrebbe semplificare la somministrazione per le persone con limitazioni.

### Flow Boiling and Condensation Experiment (FBCE)
Le missioni spaziali di lunga durata fuori dall'orbita bassa terrestre avranno bisogno di generare un maggior quantitativo di energia che però produrrà più calore da dissipare. Il passaggio dagli attuali sistemi di trasferimento del calore monofase ai sistemi di gestione termica bifase ridurranno le dimensioni e il peso del sistema e forniranno una più efficiente rimozione del calore. Poiché una maggiore energia termica viene scambiata attraverso la vaporizzazione e la condensa, un sistema bifase può rimuovere più calore per la stessa quantità di peso rispetto agli attuali sistemi monofase. L'esperimento Flow Boiling and Condensation Experiment (FBCE) mira a sviluppare una struttura per la raccolta di dati sul flusso bifase e sul trasferimento di calore in microgravità. È necessario confrontare i dati provenienti dall'ambiente a gravità terrestre con quello a microgravità per convalidare gli strumenti di simulazione per la progettazione di sistemi di gestione termica.

### Four Bed CO2 Scrubber
L'investigazione Four Bed CO2 Scrubber vuole dimostrare una nuova tecnologia per rimuovere l'anidride carbonica da un veicolo spaziale. Basato sul sistema attualmente in uso sulla Stazione Spaziale Internazionale e sulle lezioni apprese dai suoi quasi 20 anni di funzionamento, Four Bed CO2 Scrubber include miglioramenti meccanici e un materiale assorbente più efficiente e di più lunga durata che riduce l'erosione e la formazione di polvere. Le colonne a riempimento rimuovono il vapore acqueo e l'anidride carbonica dall'atmosfera, restituendo vapore acqueo alla cabina espellendo l'anidride carbonica fuori bordo o deviandola verso un sistema che la utilizza per produrre acqua. Questa tecnologia potrebbe migliorare l'affidabilità e le prestazioni dei sistemi di rimozione dell'anidride carbonica nei futuri veicoli spaziali, contribuendo a mantenere la salute degli equipaggi e garantire il successo della missione in modo continuativo fino a 20000 ore senza guasti al sistema. Ha potenziali applicazioni sulla Terra in ambienti chiusi che richiedono la rimozione dell'anidride carbonica per proteggere lavoratori e attrezzature.

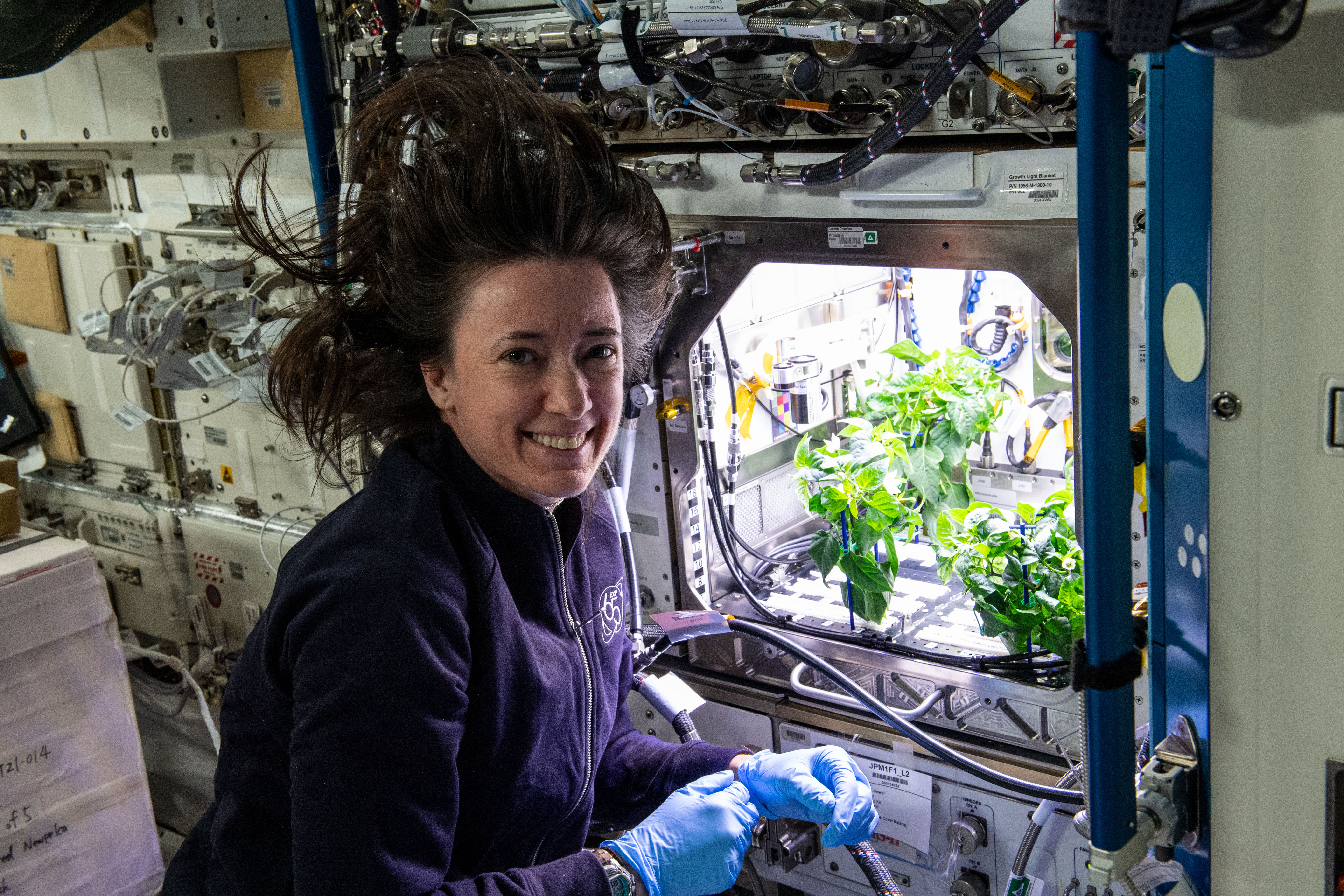
McArthur si occupa delle piante di peperoncino cresciute nella serra della ISS

### HRF Veg
L'indagine Pick-and-Eat Salad-Crop Productivity, Nutritional Value, and Acceptability to Supplement the ISS Food System è un progetto di ricerca graduale che include Veg-04A, Veg-04B, Veg-05 e HRF Veg. Questo lavoro risponde alla necessità di un sistema per produrre cibo sano e fresco nelle future missioni di esplorazione di lunga durata da integrare con la dieta standard preconfezionata degli astronauti. HRF Veg, a differenza degli studi precedenti, non ha lo scopo di coltivare specifiche piante in microgravità ma indaga attraverso dei sondaggi compilati dai membri dell'equipaggio sugli eventuali benefici psicologici e comportamentali derivanti dall'interazione con le piante e la presenza di cibo fresco a bordo durante un volo spaziale di lunga durata.

### InSPACE-4
L'investigazione Structure of Paramagnetic Aggregates from Colloidal Ellipsoids (InSPACE-4) studia la creazione di piccole strutture da colloidi usando campi magnetici. Queste strutture modificano le proprietà del materiale creato, come la sua risposta meccanica o l'interazione con la luce e il calore. La microgravità consente l'osservazione di questi processi di assemblaggio senza pareti di confinamento per il campione, senza sedimentazione e in lunghi periodi temporali non possibili con la microgravità simulata. I risultati potrebbero fornire informazioni su come sfruttare le nanoparticelle per fabbricare e produrre nuovi materiali.

### iROSA
I due nuovi pannelli fotovoltaici installati nell'estate 2021 sulla Stazione Spaziale Internazionale sono realizzati in sezioni compatte che si srotolano come un tappeto. Gli ISS Roll-out Solar Arrays (iROSA) si basano su una precedente dimostrazione di pannelli srotolabili eseguita sulla ISS nel 2017. I nuovi pannelli usano una nuova tecnologia che permette, con una superficie minore, di generare maggior potenza elettrica rispetto a quella generata dai pannelli di vecchia generazione nel momento in cui sono stati lanciati nello spazio (2000). La NASA intende lanciare e installare quattro ulteriori pannelli fotovoltaici di nuova generazione, oltre ai due già installati nel 2021. La maggiore disponibilità elettrica permetterà di eseguire un maggior quantitativo di esperimenti scientifici e attività sulla Stazione Spaziale Internazionale. La stessa tecnologia di pannelli fotovoltaici verrà usata per il programma Gateway della NASA in orbita lunare.

### Kentucky Re-Entry Probe Experiment (KREPE)
L'esperimento Kentucky Re-Entry Probe Experiment (KREPE) mira a dimostrare un sistema di protezione termica a prezzi accessibili per proteggere i veicoli spaziali e il loro contenuto durante il rientro nell'atmosfera terrestre. Rendere efficienti questi sistemi rimane una delle maggiori sfide dell'esplorazione spaziale, ma l'ambiente unico dell'ingresso atmosferico rende difficile replicare accuratamente le condizioni nelle simulazioni a terra. I progettisti dei sistemi di protezione termica si affidano a modelli che spesso mancano di convalida nel volo. Questa indagine serve come un modo economico per confrontare questi modelli con i dati di volo effettivi e convalidare possibili progetti. Prima di portare questa tecnologia sulla Stazione Spaziale Internazionale, i ricercatori hanno condotto un test con un pallone sonda ad alta quota per convalidare le prestazioni dell'elettronica e delle comunicazioni.

### Kidney Cells-02
Effects of Microgravity on the Structure and Function of Proximal and Distal Tubule MPS (Kidney Cells-02) utilizza un modello di cellule renali 3D per studiare gli effetti della microgravità sulla formazione di microcristalli nei tubuli renali. In microgravità, questi microcristalli dovrebbero rimanere uniformemente sospesi, consentendo una migliore osservazione dei loro effetti. Gli astronauti che vivono in microgravità possono sperimentare disidratazione, stasi e demineralizzazione ossea, tutti frequenti contributori ai calcoli renali. I risultati potrebbero supportare la progettazione di trattamenti migliori per condizioni come calcoli renali e osteoporosi per gli astronauti e le persone sulla Terra.

### Lyophilization-2
Lo studio Lyophilization-2 in Microgravity (Lyophilization-2) esamina gli effetti della gravità sui materiali liofilizzati. La liofilizzazione è un metodo comune per formulare farmaci con una migliore stabilità chimica e fisica. Sulla Terra il processo porta alla formazione di strati con differenze strutturali, ma se tale stratificazione è dovuta alla gravità, in microgravità potrebbe non verificarsi. Questa indagine, che fa seguito a studi precedenti, potrebbe portare a un miglioramento dei processi di liofilizzazione per l'industria farmaceutica e altre industrie.

### MISSE-15
MISSE-15 fa parte di una serie di indagini su Materials ISS Experiment Flight Facility di Alpha Space, che sta testando come l'ambiente spaziale influisce sulle prestazioni e sulla durata di materiali e componenti specifici. Questi test forniscono approfondimenti che supportano lo sviluppo di materiali migliori necessari per l'esplorazione spaziale. Testare i materiali nello spazio permette di accelerarne significativamente il loro sviluppo. I materiali in grado di resistere allo spazio hanno anche potenziali applicazioni in ambienti difficili sulla Terra e per una migliore protezione dalle radiazioni, migliori celle solari e calcestruzzo più resistente.

### Molecular Muscle Experiment 2
Il Molecular Muscle Experiment 2 (MME-2) utilizza un organismo modello ben noto, il verme Caenorhabditis elegans, per studiare i cambiamenti della salute umana nello spazio. MME-2 testa una serie di farmaci per vedere se possono migliorare la salute nello spazio, oltre a valutare se una molecola specifica controlla alcuni indicatori di salute nello spazio.

### Nanoracks-GITAI Robotic Arm
Il Nanoracks-GITAI Robotic Arm dimostrerà la versatilità e la destrezza in microgravità di un robot progettato da GITAI Japan Inc. I risultati potrebbero supportare lo sviluppo del lavoro robotico per assistere le attività dell'equipaggio, nonché aiutare nelle attività di manutenzione, assemblaggio e produzione in orbita. Il supporto robotico potrebbe ridurre i costi e migliorare la sicurezza dell'equipaggio facendo compiere ai robot attività che potrebbero esporre i membri dell'equipaggio a pericoli. La tecnologia ha anche applicazioni in ambienti estremi e potenzialmente pericolosi sulla Terra, tra cui soccorsi in caso di calamità, scavi in acque profonde e manutenzione di centrali nucleari. L'esperimento sarà condotto all'interno del Nanoracks Bishop Airlock, il primo airlock commerciale della stazione spaziale.

### Oral Biofilms in Space
Effect of Environmental Stressors on Oral Biofilm Growth and Treatment (Oral Biofilms in Space) studia l'effetto della gravità sul comportamento dei batteri orali, compresa la struttura della comunità batterica, la composizione e i cambiamenti nella risposta batterica in presenza o assenza dei comuni agenti di cura orale (zinco e/o arginina). I risultati potrebbero supportare lo sviluppo di nuovi trattamenti per combattere malattie orali come carie, gengivite e parodontite, oltre a fornire informazioni su come la microgravità influenzi il microbioma di altre superfici mucose nel corpo.

### Phospho-aging
Phospho-aging Mechanism of Accelerated Aging Under Microgravity (Phospho-aging) esamina il meccanismo molecolare dietro i sintomi simili all'invecchiamento, come la perdita ossea e l'atrofia muscolare, che si verificano più rapidamente in microgravità. Utilizzando l'analisi delle sindromi dell'invecchiamento precoce umano (progeria) nei modelli di topo, gli scienziati hanno identificato le particelle di calciproteina (CPP) come un fattore pro-invecchiamento nei mammiferi. I CPP si comportano come un agente patogeno, inducendo infiammazione cronica e danni sistemici ai tessuti che potrebbero essere il meccanismo dietro l'invecchiamento accelerato nello spazio.

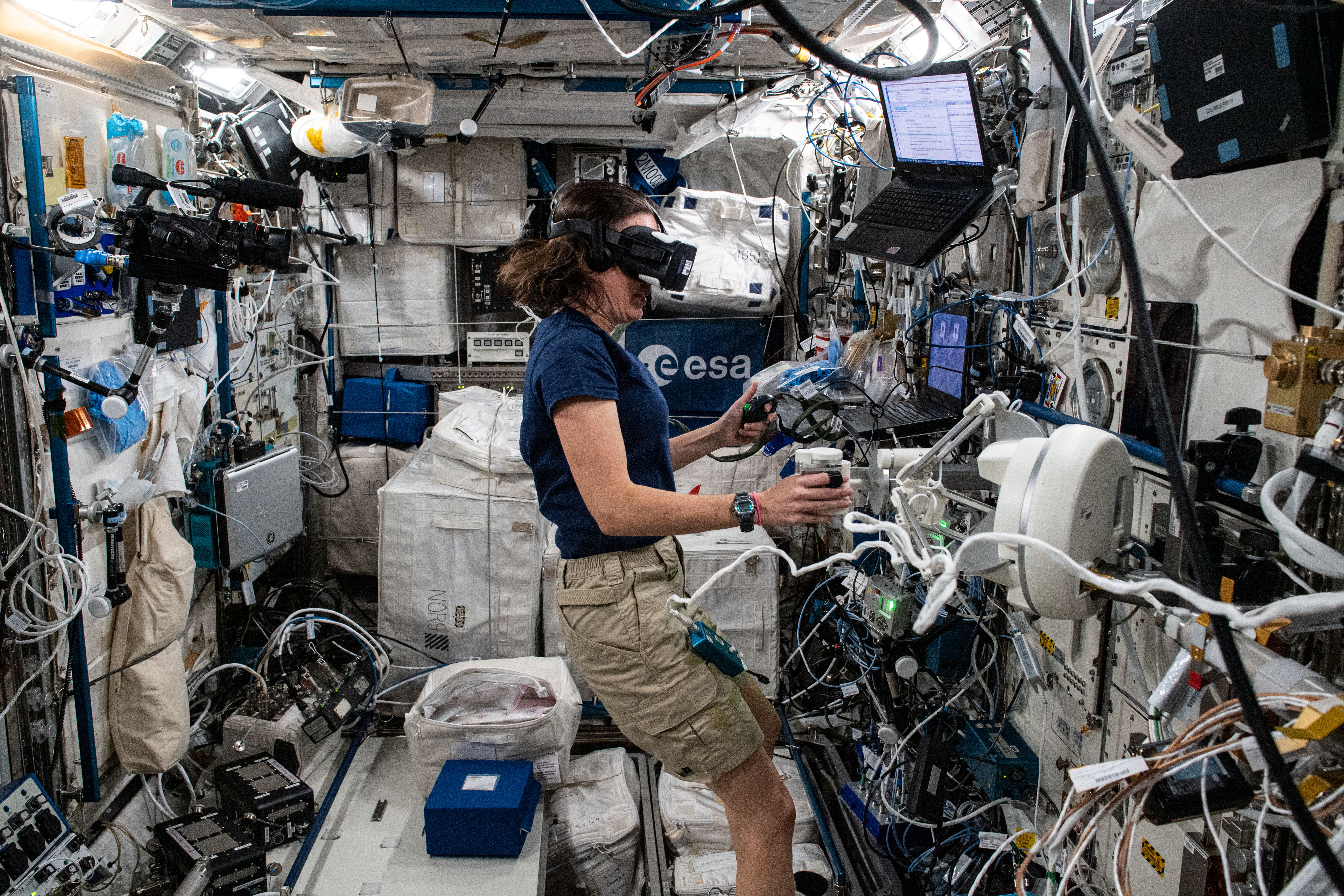
McArthur usa un dispositivo di realtà virtuale per l'esperimento Pilote

### Pilote
L'investigazione Pilote testa l'efficacia dei bracci robotici e dei veicoli spaziali che operano a distanza utilizzando la realtà virtuale e le interfacce tattili. Pilote studia le tecnologie già esistenti e le nuove tecnologie in microgravità confrontando quelle recentemente sviluppate per la teleoperazione con quelle giù utilizzate da molti anni per pilotare il braccio robotico Canadarm2 e il veicolo spaziale Sojuz. Lo studio confronta anche le prestazioni degli astronauti nell'utilizzo delle interfacce multisensoriali a Terra e durante il volo spaziale. I risultati potrebbero aiutare a ottimizzare le postazioni di lavoro sulla Stazione Spaziale Internazionale e sui futuri veicoli spaziali per le missioni sulla Luna e su Marte.

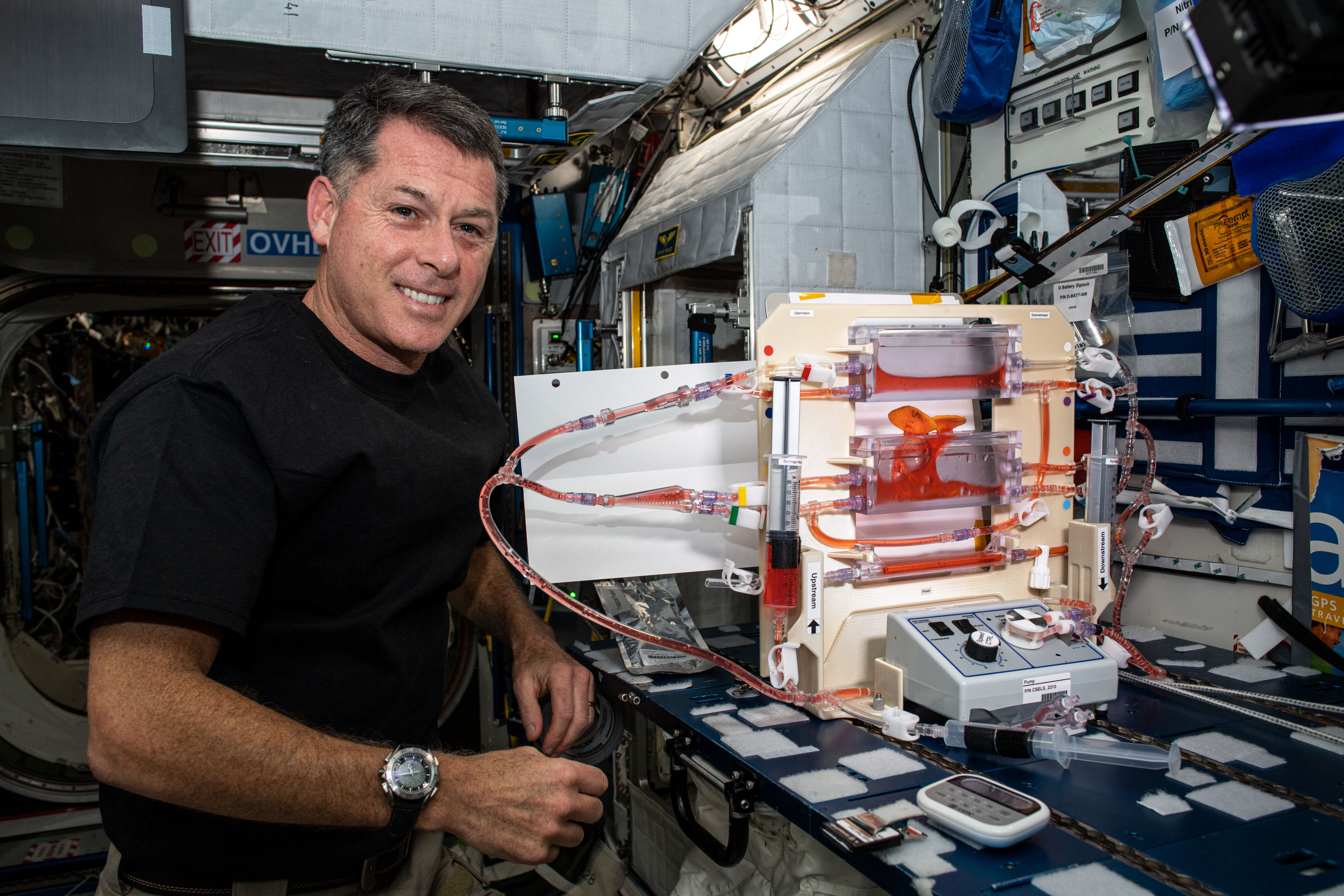
Kimbrough lavora all'esperimento Plant Water Management

### Plant Water Management 3 and 4
L'indagine Plant Water Management 3 e 4 vuole dimostrare delle misure passive per controllare l'erogazione e l'assorbimento dei fluidi nei sistemi di crescita delle piante. La microgravità crea sfide nel fornire fluidi e nutrizione adeguati per la crescita delle piante. Questa indagine con la capillarizzazione dei fluidi mira a esaminare l'utilizzo di altre proprietà fisiche come la tensione superficiale, la bagnatura e la geometria del sistema per sostituire il ruolo della gravità.

### READI FP
REducing Arthritis Dependent Inflammation First Phase (READI FP) valuta gli effetti della microgravità e delle radiazioni spaziali sulla crescita del tessuto osseo e verifica se i metaboliti bioattivi, che includono sostanze come gli antiossidanti formati quando il cibo viene scomposto, potrebbero proteggere le ossa durante il volo spaziale. I metaboliti che verranno testati provengono da estratti vegetali generati come prodotti di scarto nella produzione di vino. Proteggere la salute dei membri dell'equipaggio dagli effetti della microgravità è fondamentale per il successo delle future missioni spaziali di lunga durata. Questo studio potrebbe migliorare la comprensione degli scienziati dei cambiamenti fisici che causano la perdita ossea e identificare potenziali contromisure. Questa intuizione potrebbe anche contribuire alla prevenzione e al trattamento della perdita ossea sulla Terra, in particolare nelle donne in menopausa.

### Redwire Regolith Print
L'utilizzo delle risorse naturali già presenti sulla Luna e su Marte per costruire strutture e habitat spaziali potrebbe ridurre la quantità di materiale che i futuri esploratori dovranno portare dalla Terra, riducendo significativamente la massa e i costi di lancio. Lo studio Redwire Regolith Print (RRP) dimostrerà sulla Stazione Spaziale Internazionale la stampa 3D associata ad un materiale che simula la regolite, o roccia sbriciolata e terreno che è possibile trovare sulle superfici di corpi celesti come la Luna. I risultati potrebbero contribuire a determinare la fattibilità dell'uso della regolite come materia prima e della stampa 3D come tecnica per la costruzione su richiesta di habitat e altre strutture nelle future missioni di esplorazione spaziale.

### Retinal Diagnostics
Retinal Diagnostics verifica se un piccolo dispositivo che utilizza la luce può catturare immagini delle retine degli astronauti per documentare la progressione dei problemi di vista noti come Space-Associated Neuro-Ocular Syndrome (SANS). Il dispositivo utilizza una lente disponibile in commercio approvata per l'uso clinico di routine, oltre ad essere leggero, mobile e non invasivo. I video e le immagini saranno inviati sulla Terra per testare e addestrare i modelli nel rilevare segni comuni di SANS negli astronauti.

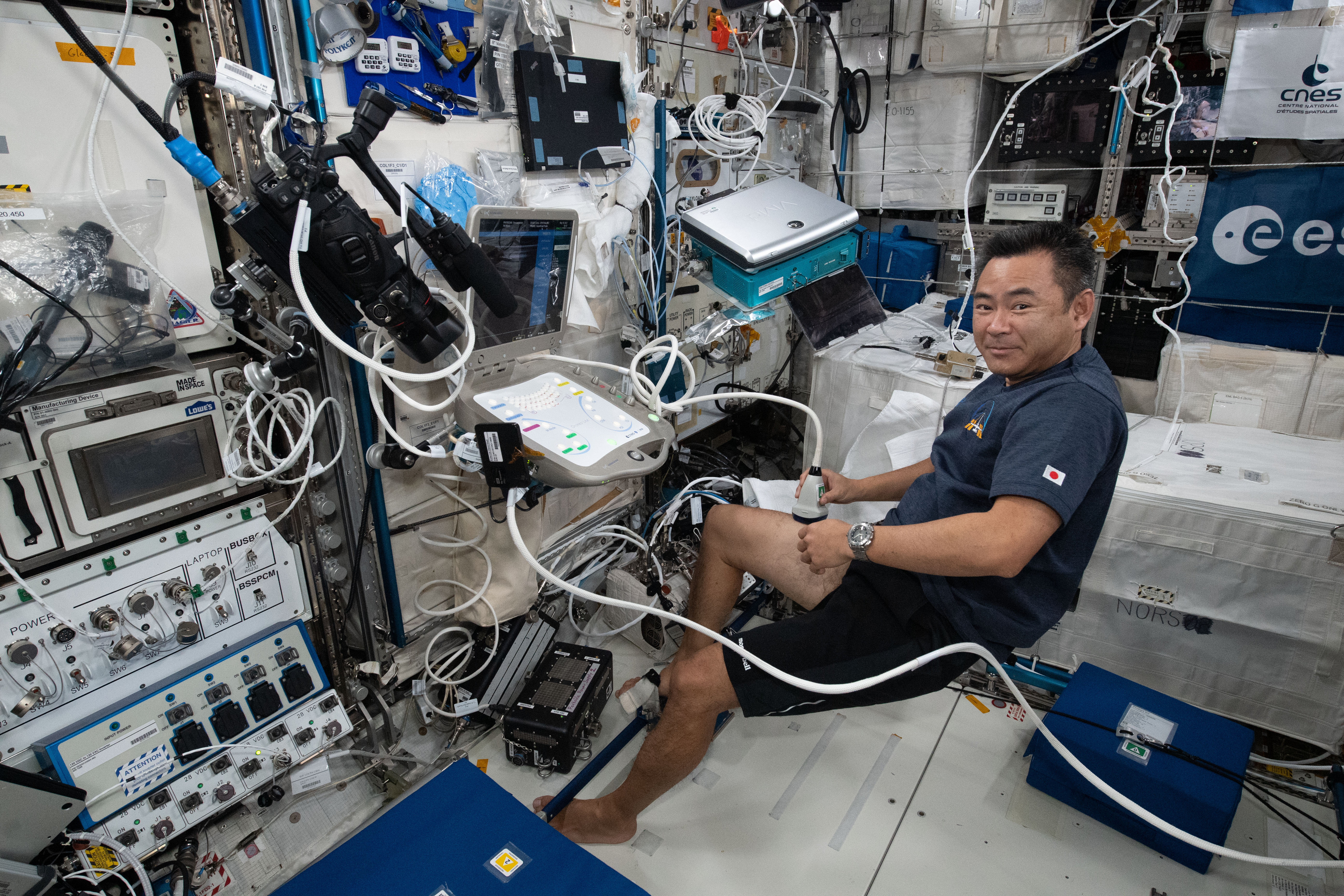
Hoshide si scansiona l'arteria femorale della gamba con un dispositivo ad ultrasuoni per l'esperimento Vascular Aging.

### TICTOC
Il cotone è usato in molti prodotti, ma la sua produzione utilizza quantità significative di acqua e prodotti chimici agricoli. L'esperimento Targeting Improved Cotton Through On-orbit Cultivation (TICTOC) si concentra sul miglioramento della resilienza allo stress, dell'uso dell'acqua e dello stoccaggio del carbonio del cotone. Le radici svolgono un ruolo centrale nella resistenza allo stress e nella sopravvivenza delle piante, ma la crescita delle radici dipende dalla gravità; TICTOC potrebbe aiutare a definire quali fattori ambientali e genetici controllano lo sviluppo delle radici in microgravità. Con i dati raccolti gli scienziati potrebbero riuscire a sviluppare delle varietà di cotone che richiedono meno acqua e meno uso di pesticidi.

### UMAMI
Lo studio Understanding of Microgravity on Animal-Microbe Interactions (UMAMI) utilizza la simbiosi semplificata tra gli sepiolidi Euprymna scolopes e i loro batteri simbiotici Vibrio fischeri per esaminare gli effetti del volo spaziale sulle interazioni chimiche e molecolari tra i microbi benefici e i loro ospiti animali. I microbi benefici svolgono un ruolo significativo nel normale sviluppo dei tessuti animali e nel mantenimento della salute umana, ma il ruolo della gravità nel plasmare queste interazioni non è ben chiaro. Questo esperimento potrebbe portare allo sviluppo di nuove strategie per preservare la salute degli astronauti e identificare modi per proteggere e migliorare queste relazioni per le applicazioni sulla Terra.

## Galleria d'immagini

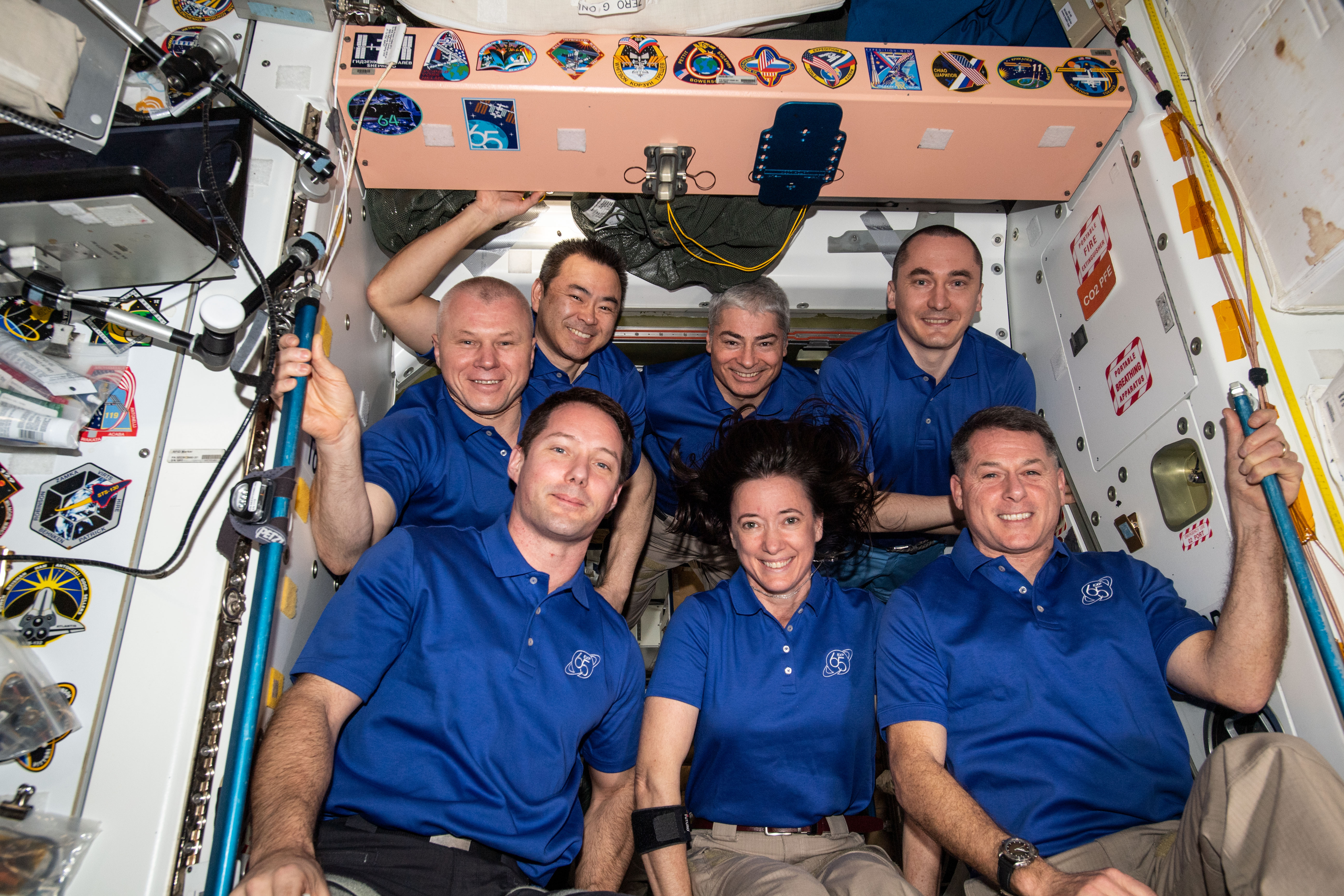
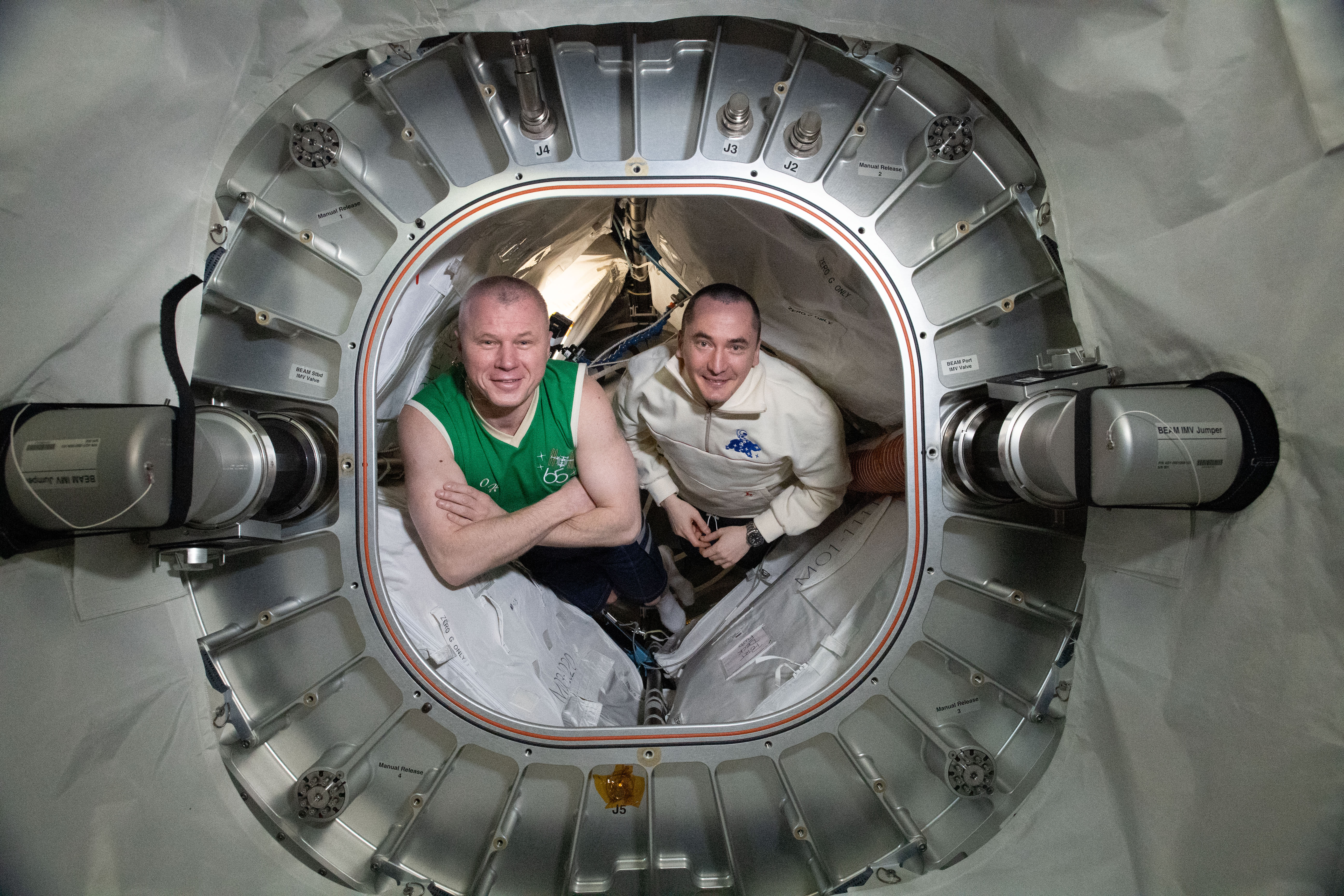
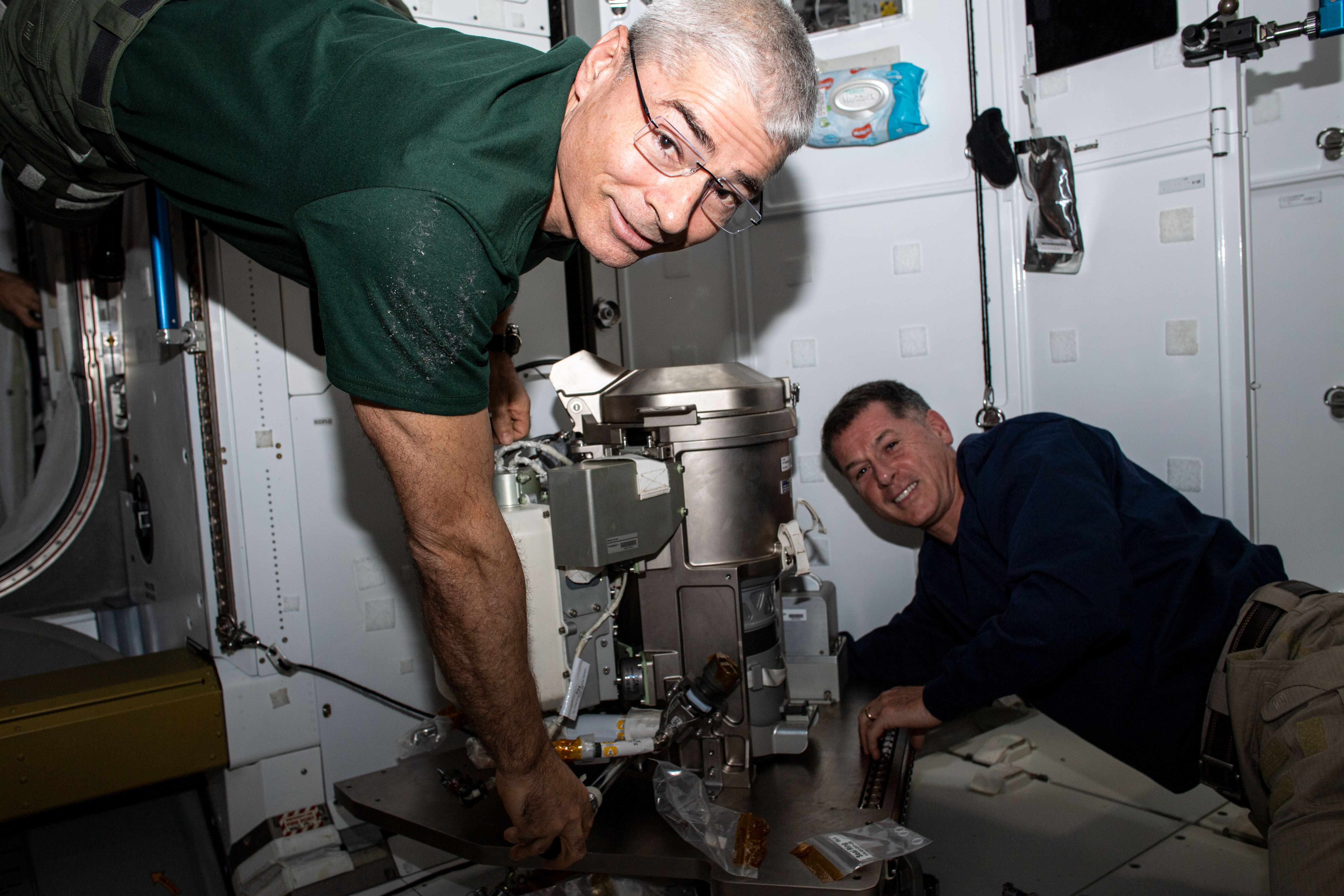
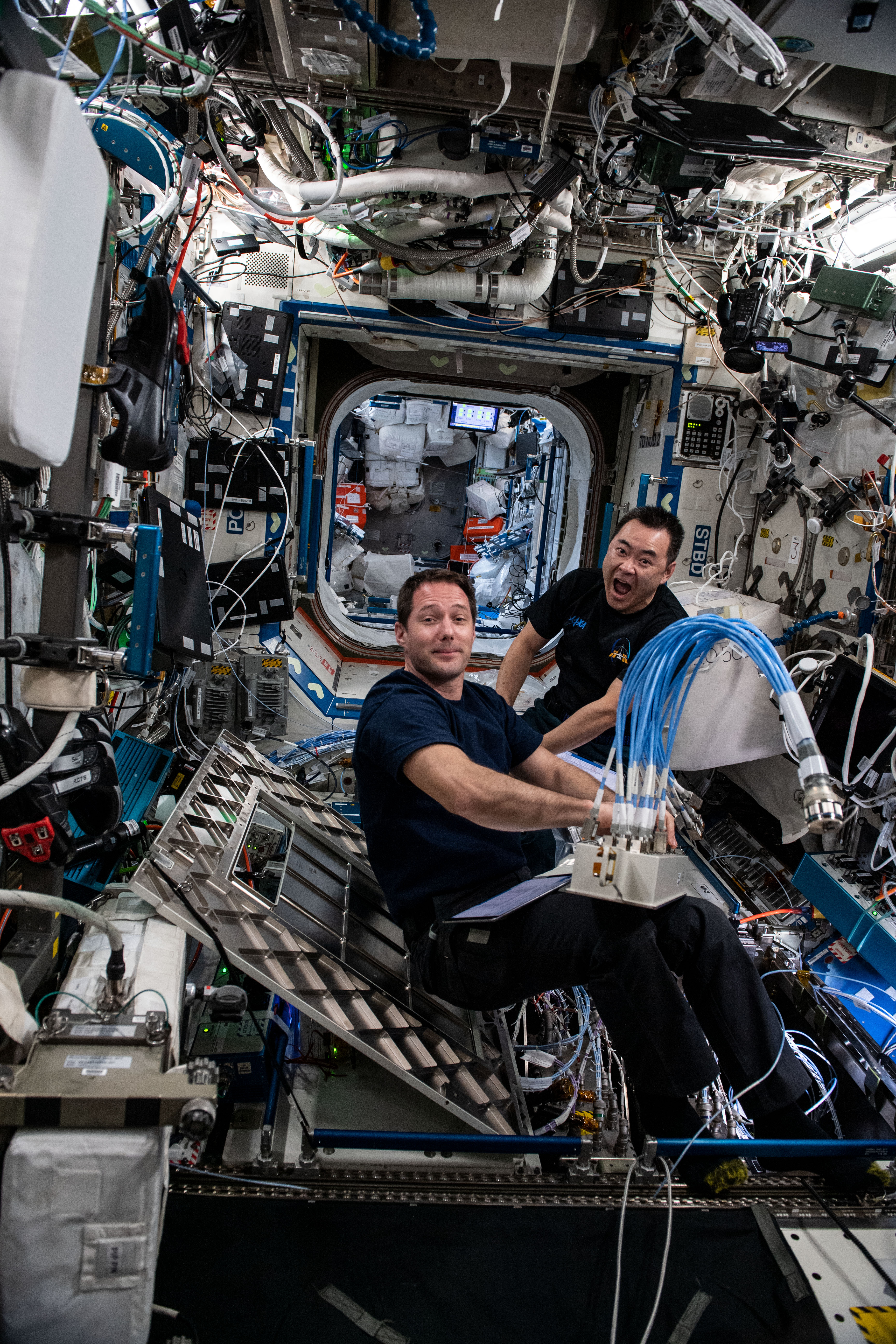
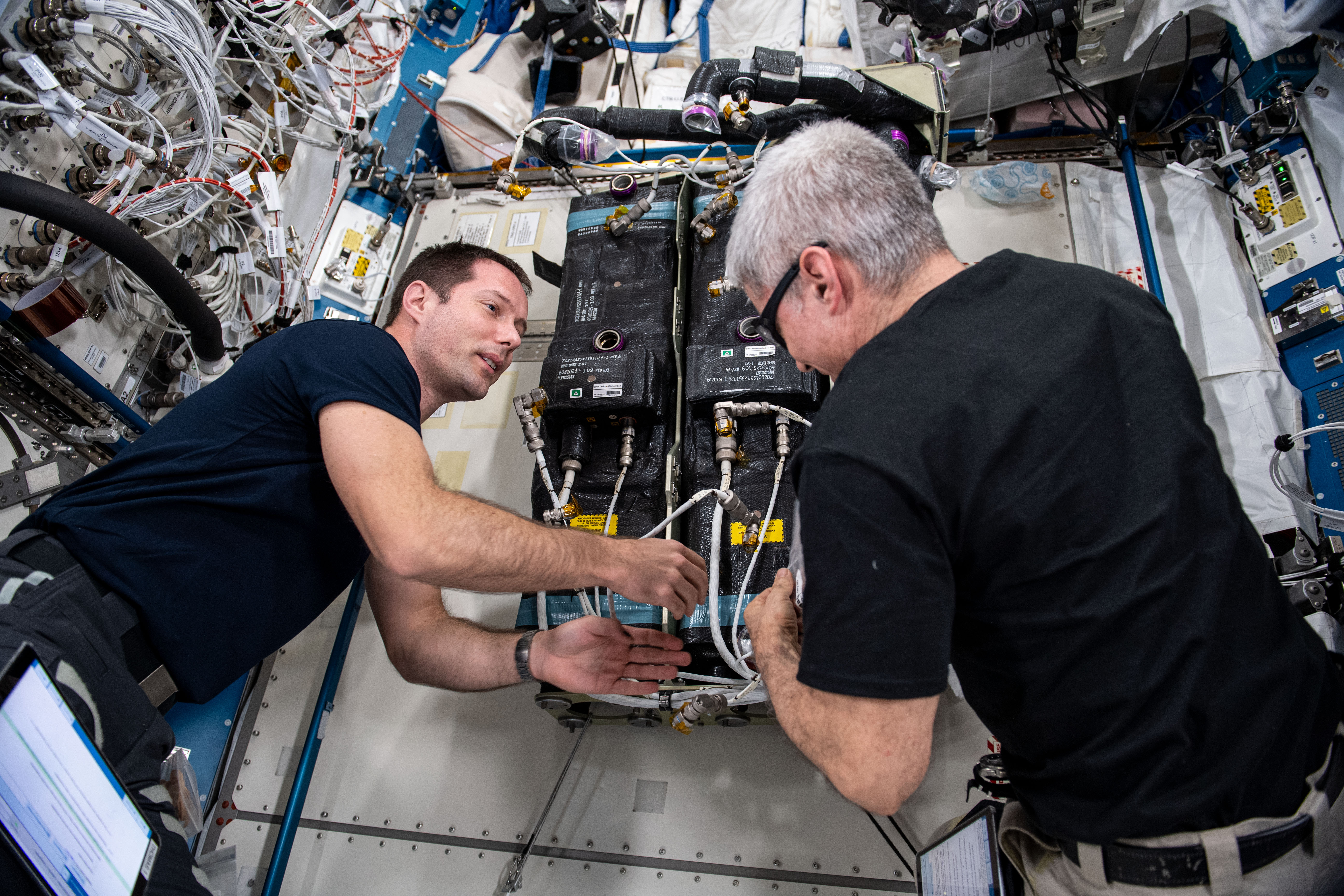
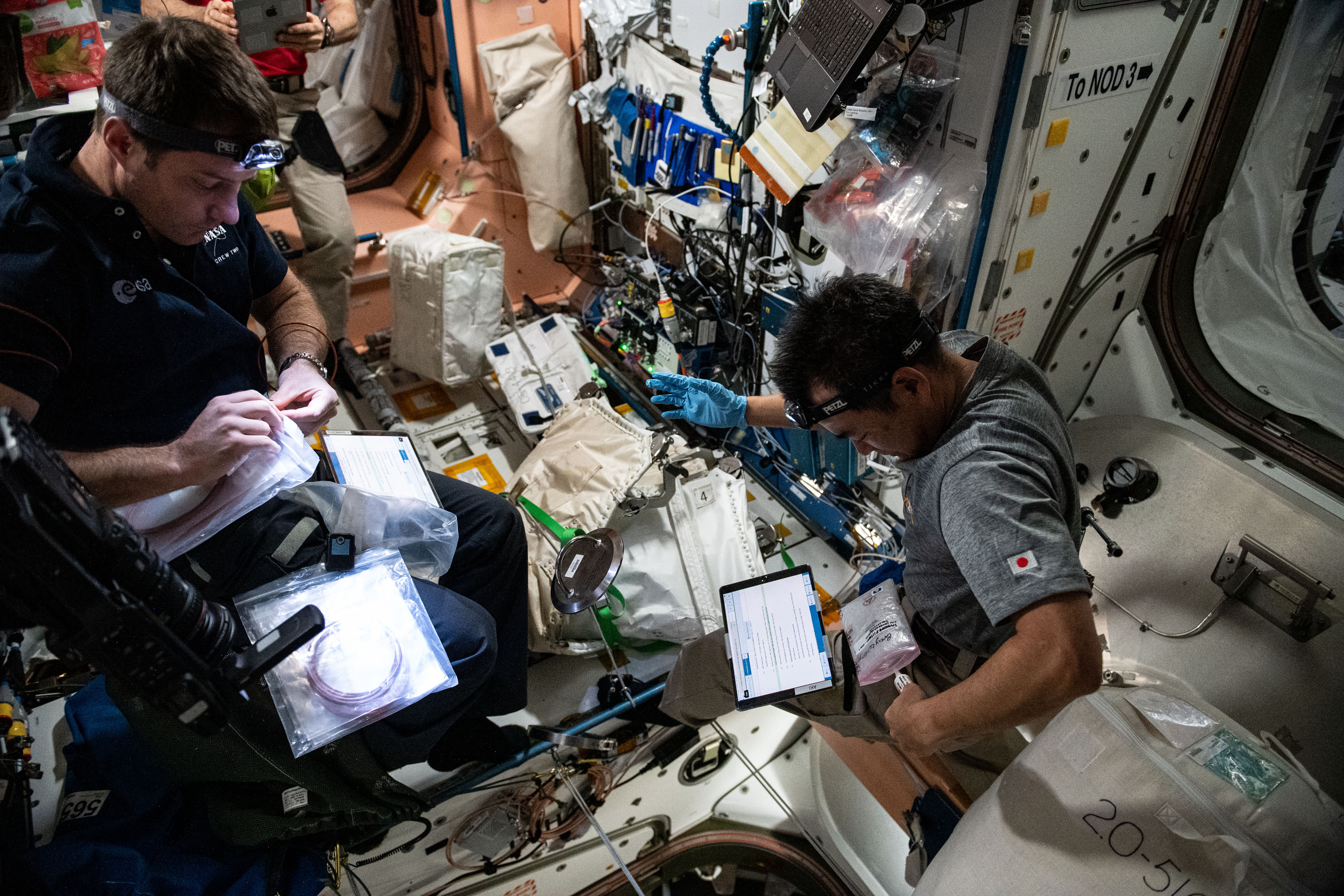
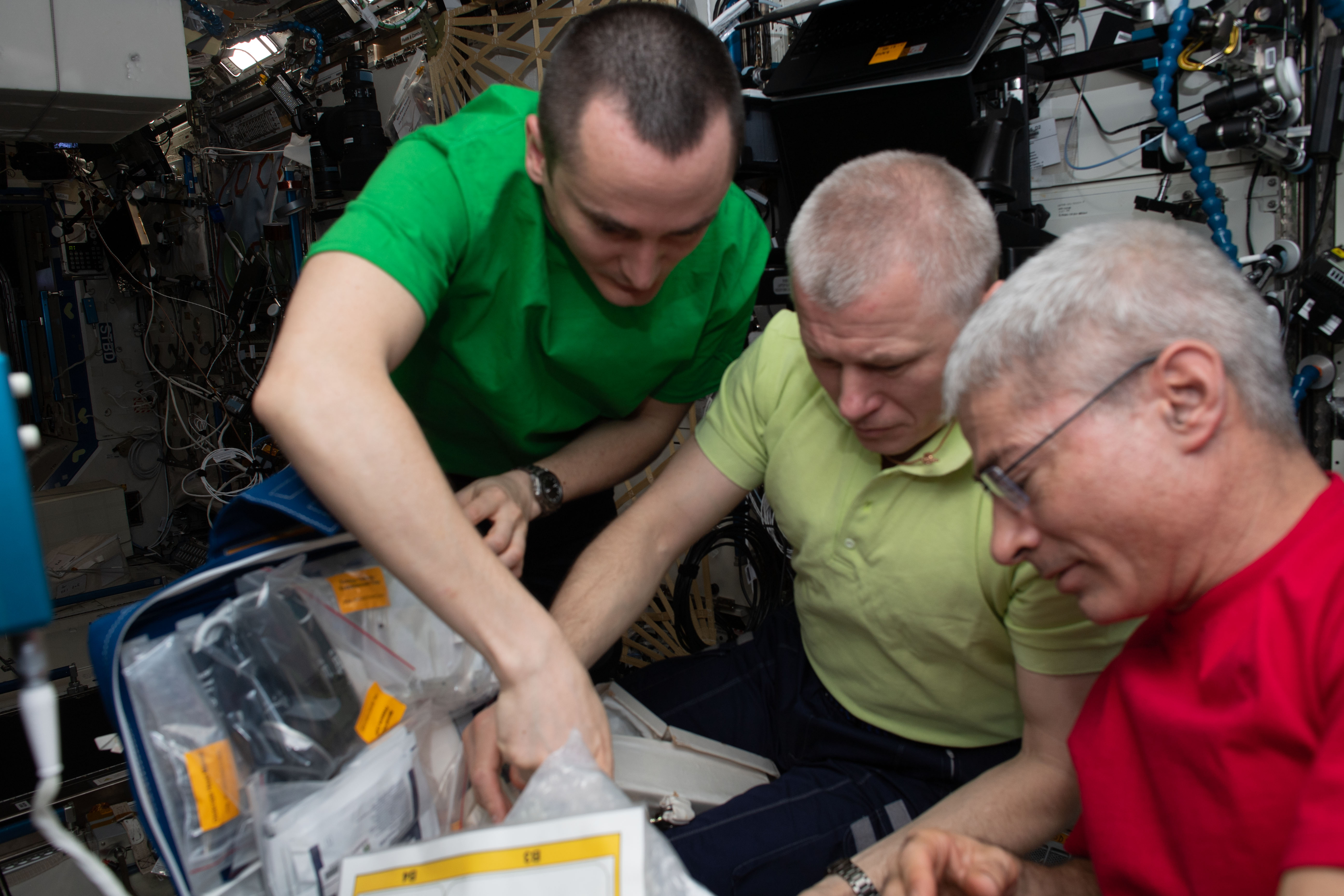
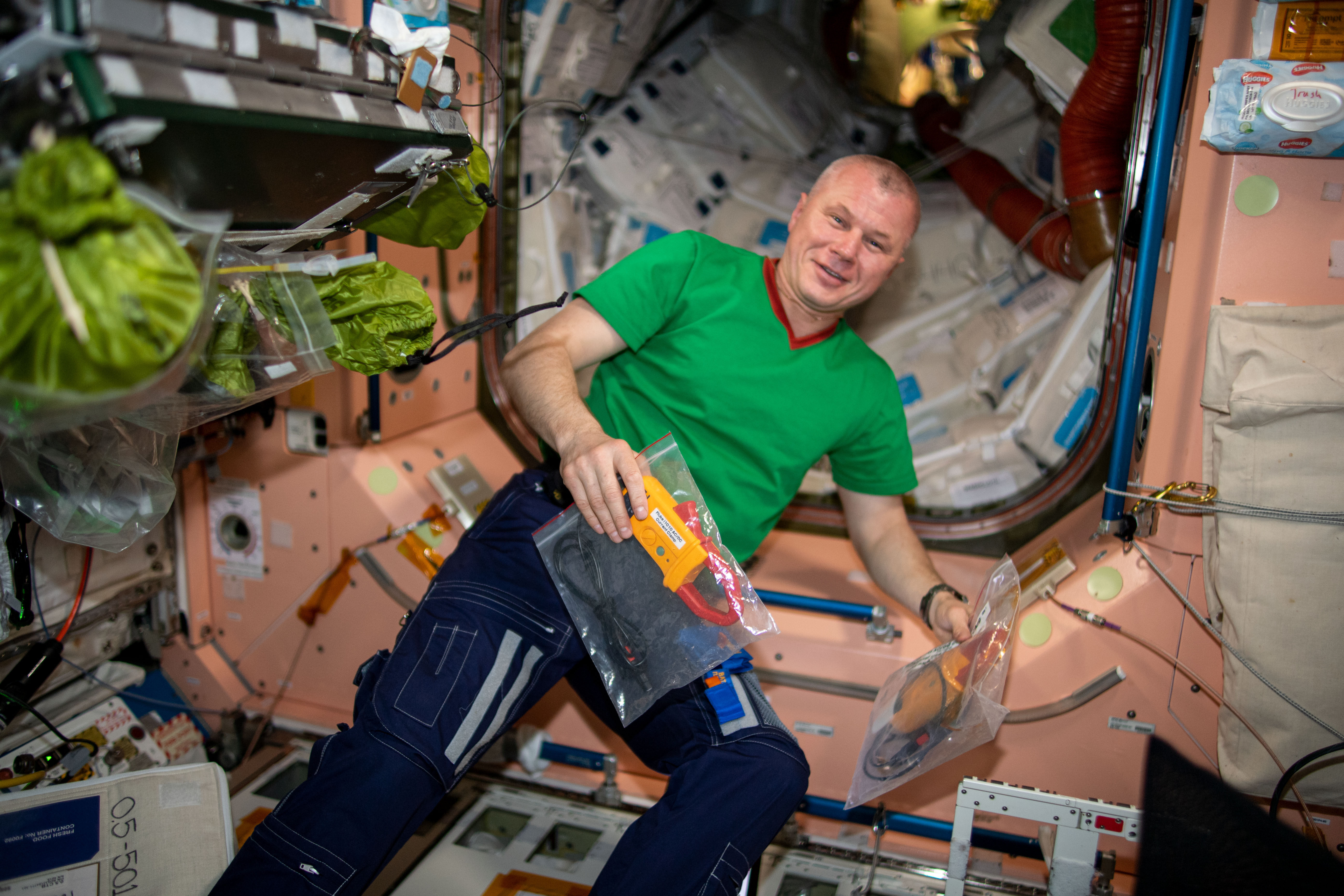
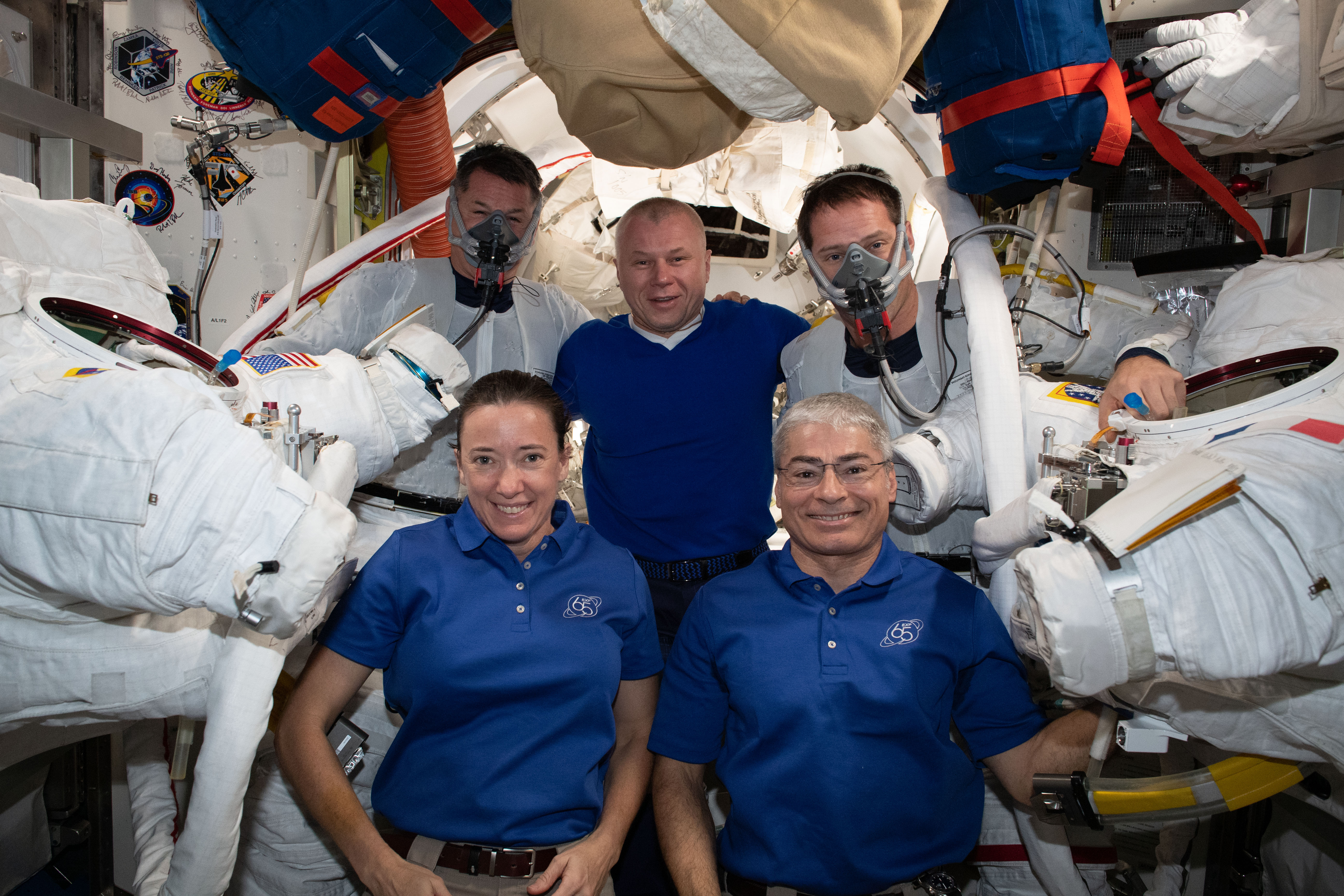
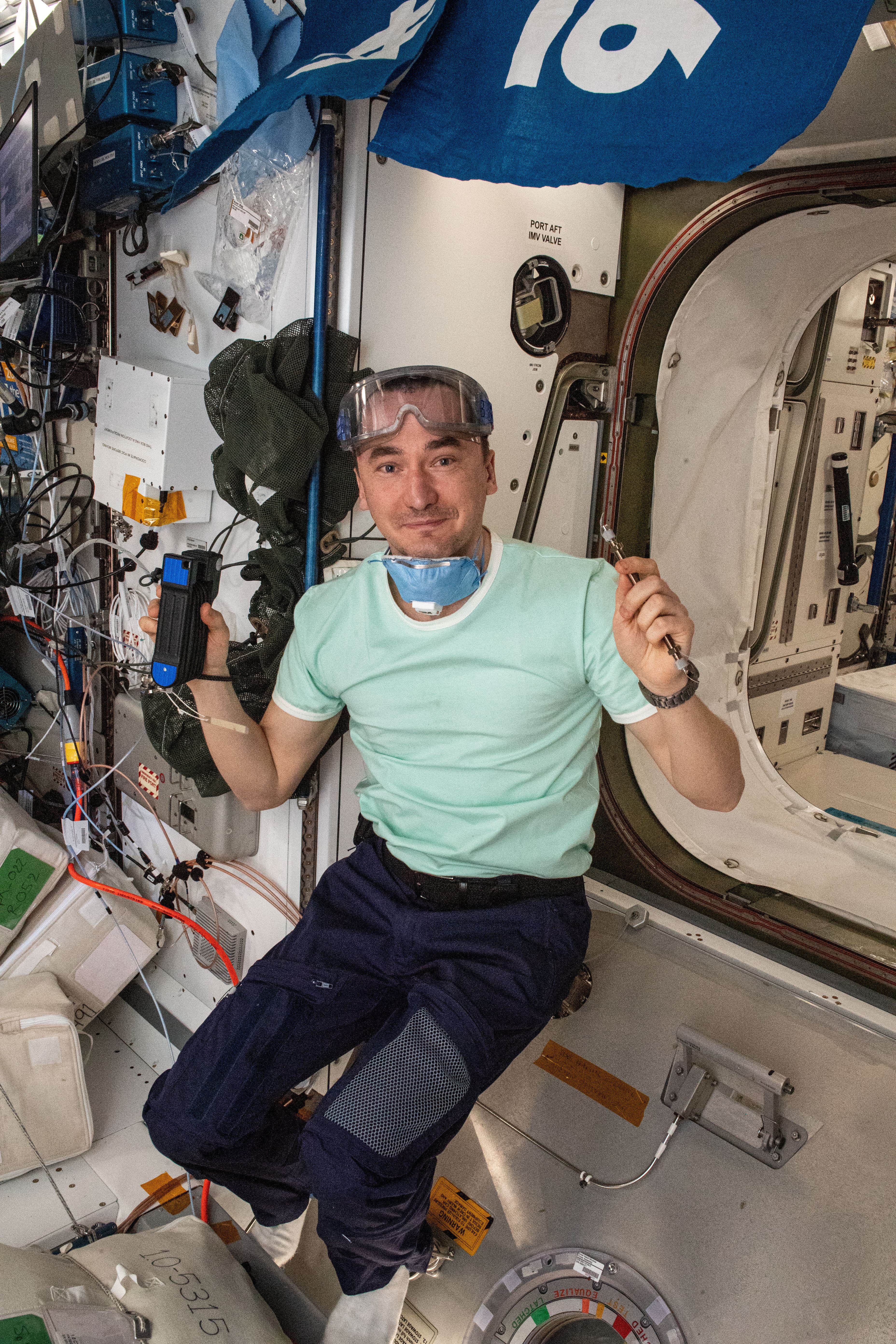
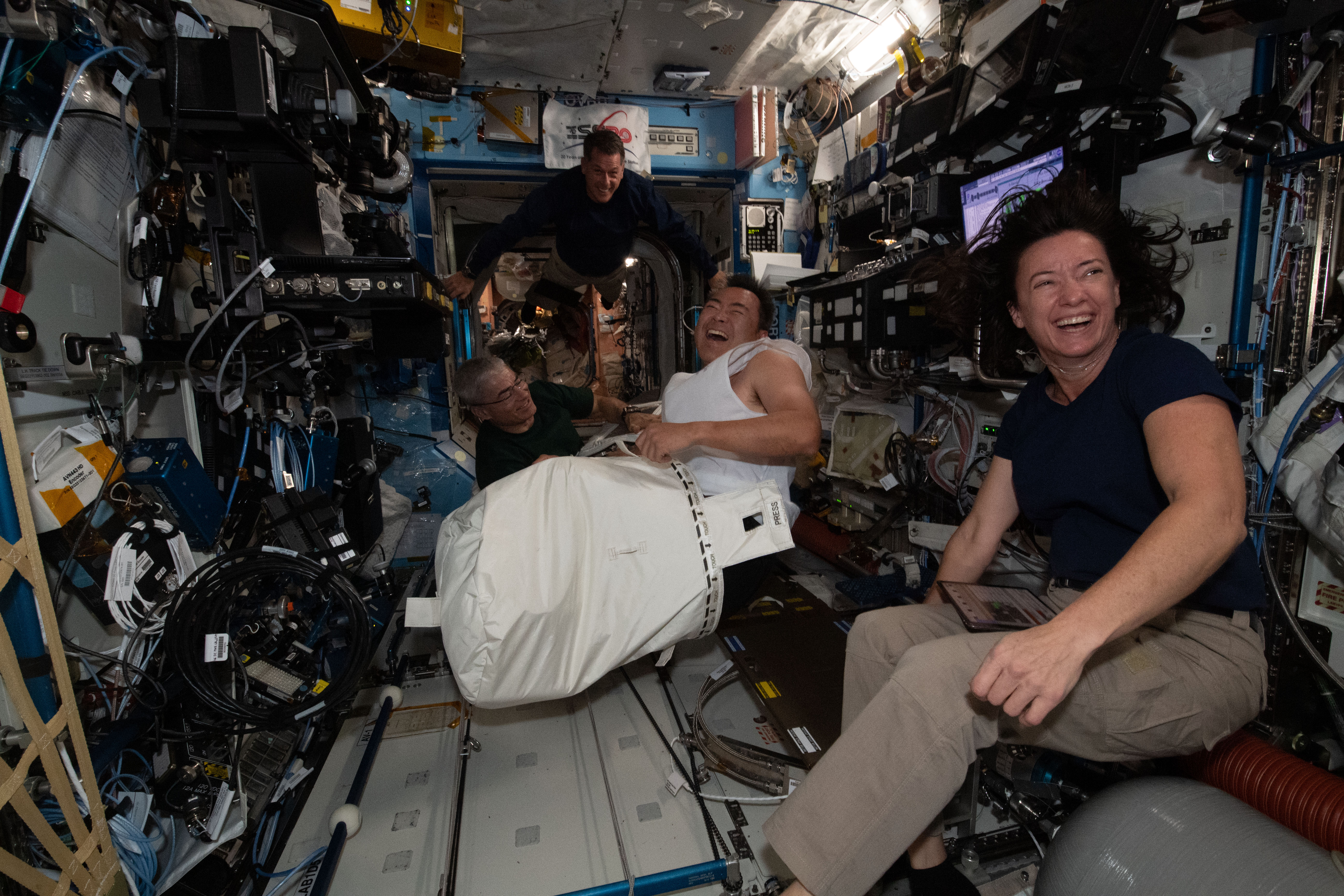
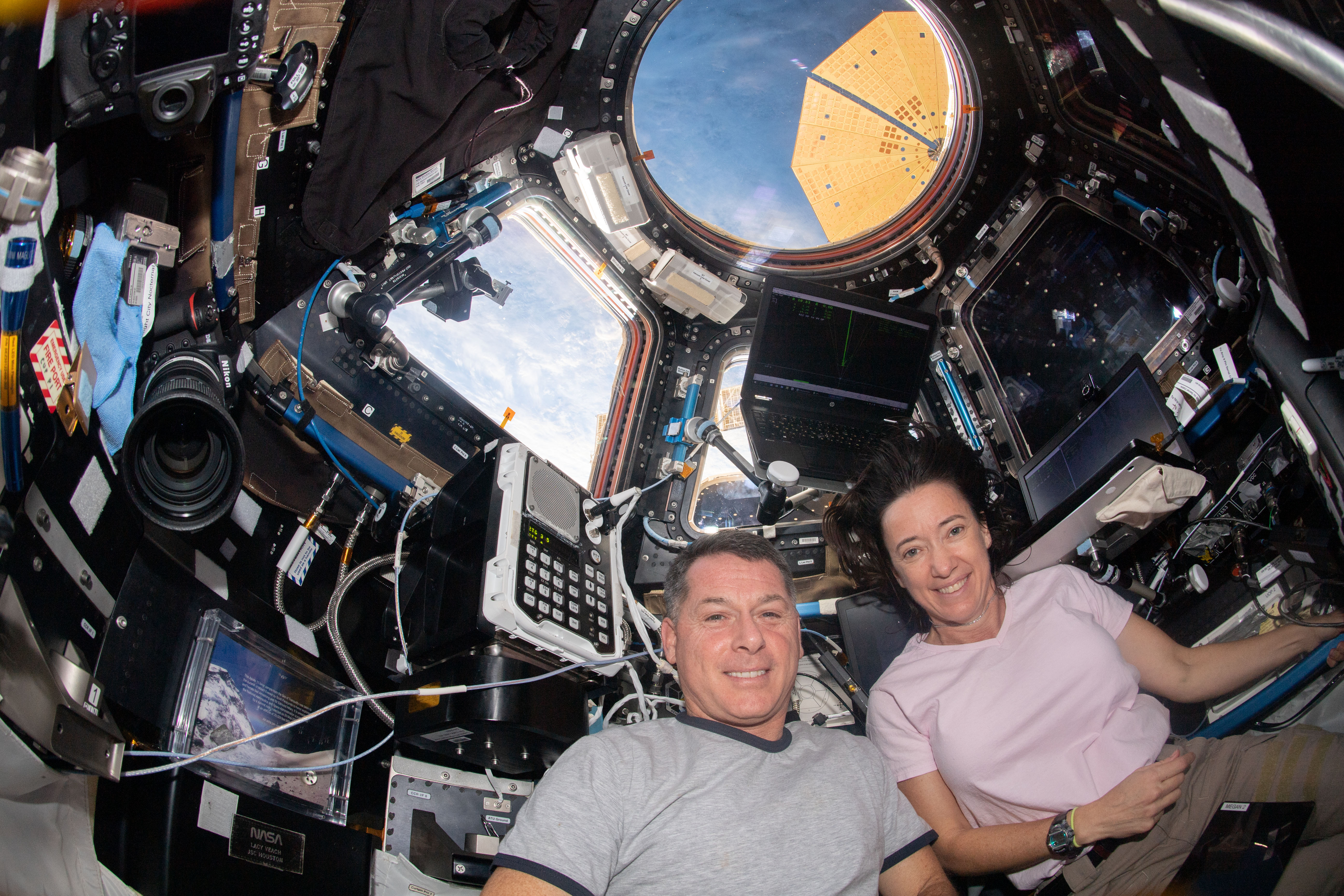
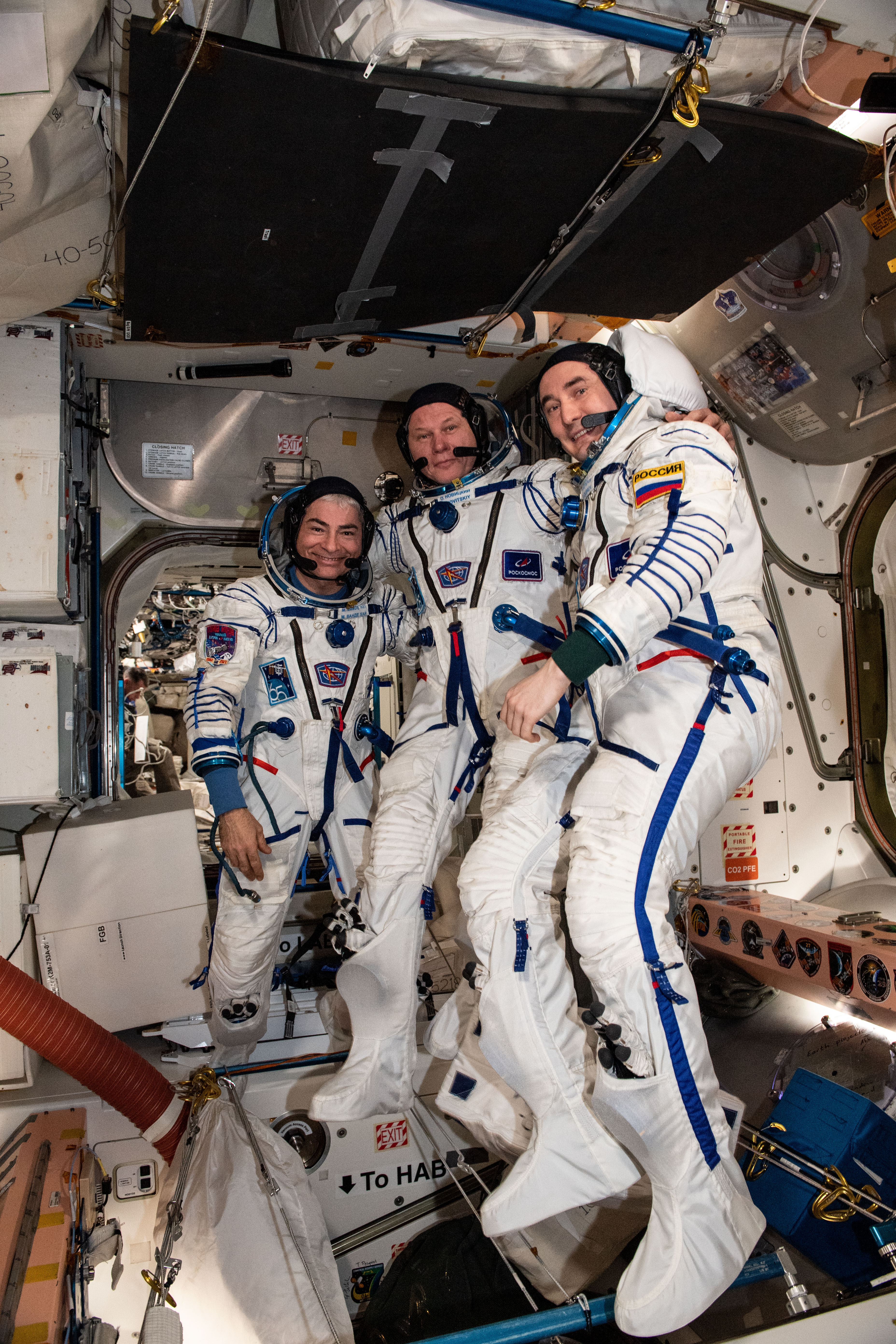
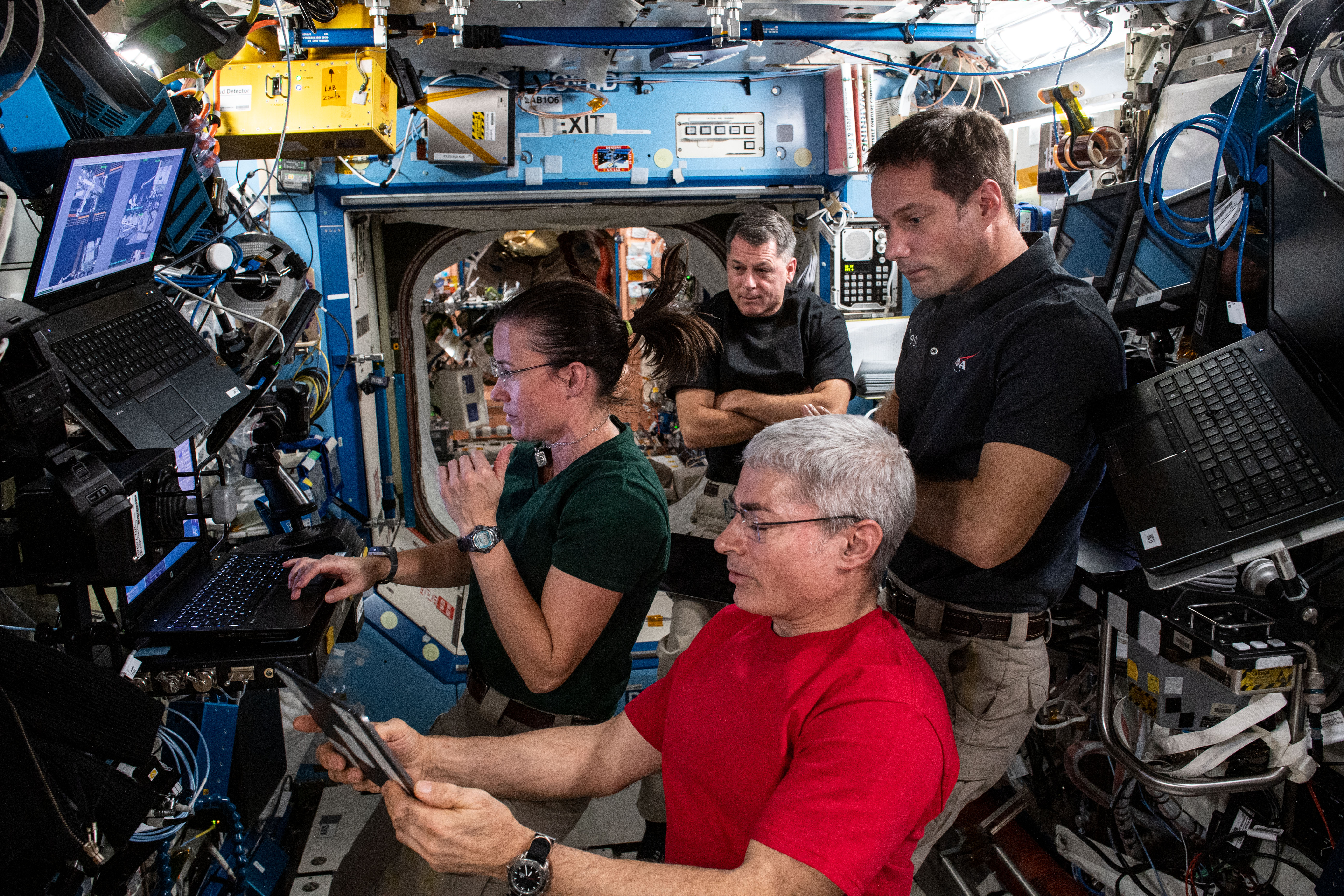

## Riepilogo dei veicoli in visita
| Veicolo            | Missione                    | Evento                  | Boccaporto di aggancio | Data di aggancio        | Data di sgancio   |
| ------------------ | --------------------------- | ----------------------- | ---------------------- | ----------------------- | ----------------- |
| SpaceX Crew-2      | Trasporto equipaggio Exp 65 | Docking                 | Harmony forward        | 23 aprile 2021          | 8 novembre 2021   |
| Progress MS-14     | Rifornimento                | Undocking               | Zvezda                 | 25 aprile 2020          | 27 aprile 2021    |
| SpaceX Crew-1      | Trasporto equipaggio Exp 64 | Undocking               | Harmony zenith         | 16 novembre 2020        | 2 maggio 2021     |
| SpaceX CRS-22      | Rifornimento                | Docking/undocking       | Harmony zenith         | 3 giugno 2021           | 8 luglio 2021     |
| Cygnus NG-15       | Rifornimento                | Unberthing              | Unity nadir            | 22 febbraio 2021        | 29 giugno 2021    |
| Progress MS-17     | Rifornimento                | Docking                 | Poisk nadir            | 29 giugno 2021          | 25 novembre 2021  |
| SpaceX Crew-2      | Trasporto equipaggio Exp 65 | Spostamento del veicolo | Harmony zenith         | 21 luglio 2021          | 21 luglio 2021    |
| Pirs / Progress-16 | Sgancio del modulo          | Undocking               | Zvezda                 | 2001 / 15 febbraio 2021 | 26 luglio 2021    |
| Nauka              | Consegna del modulo         | Docking                 | Zvezda                 | 29 luglio 2021          | Fine vita ISS     |
| Cygnus NG-16       | Rifornimento                | Berthing                | Unity nadir            | 10 agosto 2021          | 20 novembre 2021  |
| SpaceX CRS-23      | Rifornimento                | Docking/undocking       | Harmony zenith         | 29 agosto 2021          | 30 settembre 2021 |
| Sojuz MS-18        | Trasporto equipaggio Exp 65 | Spostamento del veicolo | Nauka                  | 28 settembre 2021       | 28 settembre 2021 |
| Sojuz MS-19        | Trasporto equipaggio Exp 66 | Docking                 | Rassvet                | 5 ottobre 2021          | 30 marzo 2022     |
| Sojuz MS-18        | Trasporto equipaggio Exp 65 | Undocking               | Nauka                  | 9 aprile 2021           | 17 ottobre 2021   |